# Sozialökonomik

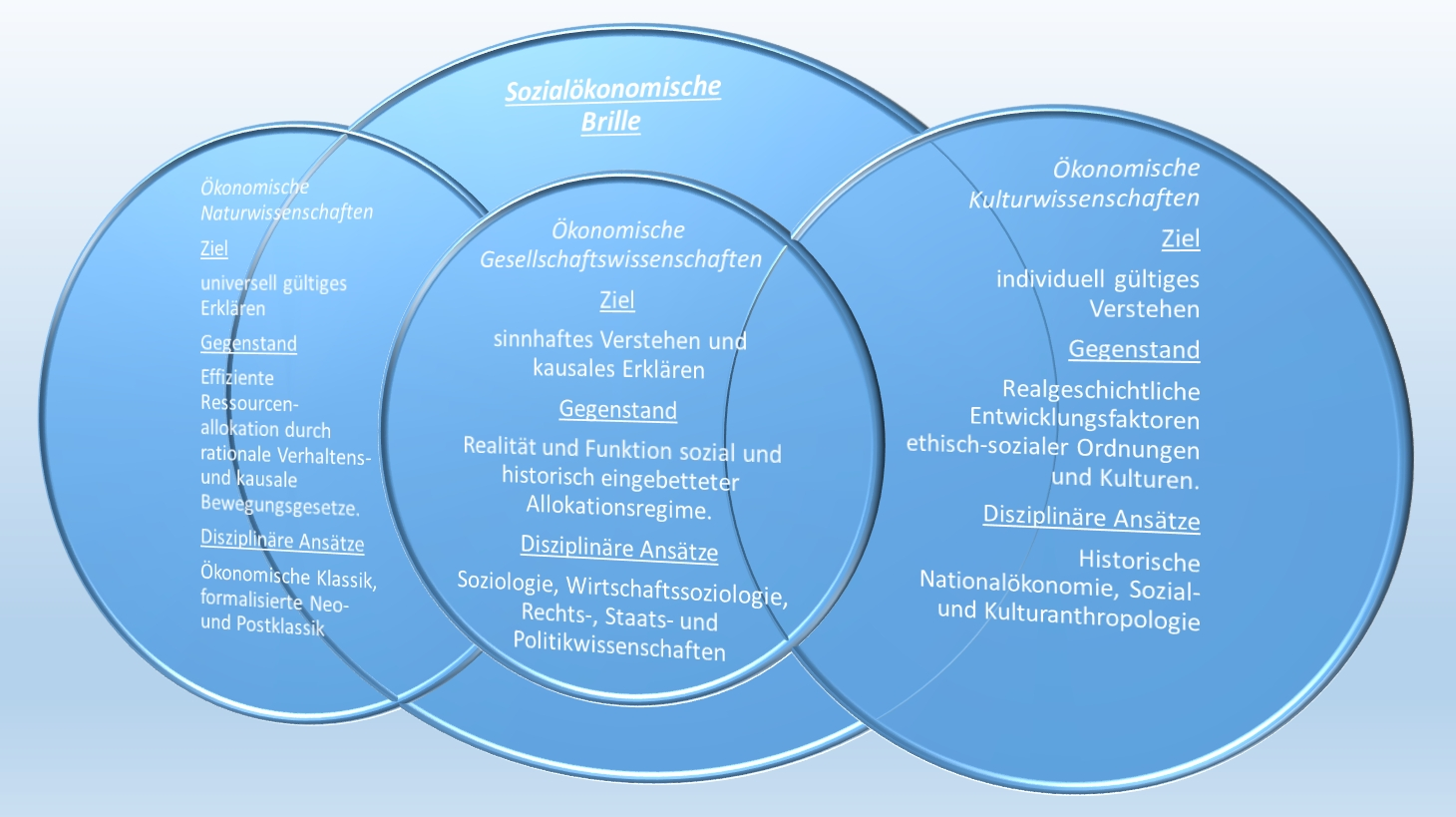
Das Wissenschaftskonzept der Sozialökonomik als disziplinärer Komplex: Die Sozialökonomische Brille des Historikers und Ökonomen Frank Fehlberg (2021).

Die Sozialökonomik ist (1) die historische Fachbezeichnung einer integrierten Sozial- und Wirtschaftswissenschaft (vgl. Einzelwissenschaft, Disziplin). Als (Sozial-)Ökonomik wird die Wissenschaft selbst bezeichnet, ihr Gegenstand als (Sozial-)Ökonomie. (2) Ein kontextabhängiger Ausdruck für komplexe Zusammenhänge von Gesellschaft und Wirtschaft (vgl. Sozialökonomie bzw. Sozioökonomie).
Bis zur Mitte des 20. Jahrhunderts stand die Bezeichnung im deutschsprachigen Raum für das übergreifende Wissensgebiet von Geschichte, Rechts- und Staatswissenschaft, Volkswirtschaftslehre und Soziologie. Das jüngere sozialökonomisch wurde oft synonym mit den älteren nationalökonomisch oder volkswirtschaftlich verwendet, womit vor allem der „gesellschaftliche und politische Kontext wirtschaftlicher Aktivität“ hervorgehoben werden sollte. Als charakteristisch gilt der erkenntnistheoretische Versuch, historisch-soziale Wirklichkeitswissenschaft mit wirtschaftstheoretisch-logischer Analyse zu verbinden. Als Wissenschaftskonzept repräsentierte die Sozialökonomik die anfänglich interdisziplinär ausgerichtete universitäre Praxis der institutionalisierten Volkswirtschaftslehre (VWL). Durch methodologische Spezialisierung und akademische Restrukturierung seit den 1950er-Jahren verlor sie jedoch ihren disziplinären Leitbildcharakter.
In der Gegenwart werden Sozial- oder Sozioökonomik und VWL kaum mehr auf derselben Bedeutungsebene verwendet. Dagegen sind unter anderem Sozialpolitik, Sozialstatistik, Sozioökonomische Bildung und Verhaltensforschung, Soziale Arbeit, Sozialwirtschaft, sozial-betriebliche Organisation, sozial-ökologische Transformation oder die Christlichen Soziallehren mit dem Begriff assoziiert. Oft werden im Sprachgebrauch mit sozioökonomisch sozialstatistische Sachverhalte (Sozioökonomischer Status, Sozio-oekonomisches Panel) und mit sozialökonomisch wirtschafts- und sozialpolitische Themen adressiert (Sozialökonomik Erlangen-Nürnberg, FB Sozialökonomie Hamburg). Hierbei wird zuweilen offen auf wirtschaftsethische Prämissen bzw. auf einen notwendigen ethischen Diskurs in den Wirtschaftswissenschaften und der Wirtschaft selbst hingewiesen.
In diesem doppelten Sinne werden zum Beispiel die neueren historisch-sozial wie statistisch-formal angelegten Studien des Ökonomen Thomas Piketty in der Literatur sowohl der älteren Tradition einer disziplinären Sozialökonomik als auch aktuellen sozioökonomischen oder transformativ-wirtschaftspolitischen Forschungsansätzen zugeordnet. Die Juristin Katharina Pistor knüpft rechtshistorisch und rechtstheoretisch an diese Fragestellungen an.

## Überblick

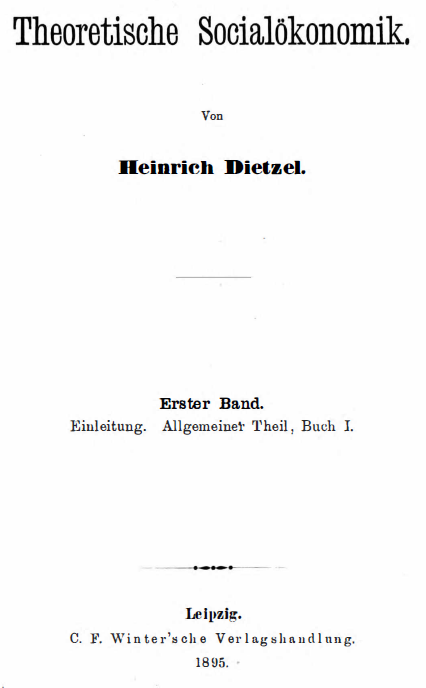
Die erste Grundlegung: Heinrich Dietzels Theoretische Socialökonomik (1895).

Die Sozialökonomik prägte zu Beginn des 20. Jahrhunderts gemeinsam mit der Soziologie den Fächerkanon der modernen Sozial- und Wirtschaftswissenschaften. Anders als die Soziologie konnte sich die Sozialökonomik jedoch nie als eigenständige Wissenschaftsdisziplin etablieren, wenngleich sie als interdisziplinäres Wissensgebiet präsent blieb.
In der Wirtschaftswissenschaft dominierten lange Zeit vor allem Politik, Staat, Nation bzw. Volk als disziplinäre Bestimmungsbegriffe (zum Beispiel Nationalökonomie, Volkswirtschaftslehre, Staatswirtschaftslehre, Politische Ökonomie). Vor diesem Hintergrund kann man die umfassender ausgerichtete Sozialökonomik als eine „verspätete Wissenschaft“ bezeichnen. Sie setzte sich zwar teilweise begrifflich-konzeptionell durch, nicht aber akademisch-institutionell. Als klassische Idee einer ökonomischen Querschnittswissenschaft verlor sie im Zuge der Fächerdifferenzierung des 20. Jahrhunderts an Boden. Nach dem Ende des Kalten Krieges und im Zuge der voranschreitenden ökonomisch-ökologischen Globalisierung fand sie wieder stärkere Beachtung.

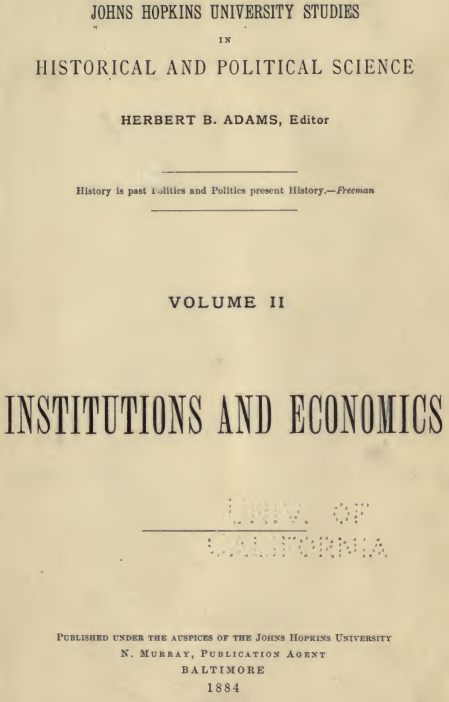
Richard Ely veröffentlichte 1884 unter dem Reihentitel Institutions and Economics den Teilband The Past and the Present of Political Economy. Wie der Herausgeber Herbert Baxter Adams war Ely vom deutschen Historismus geprägt.

Der Gegenstandskomplex der Gesellschaftswirthschaft (1852) bzw. des Gesellschaftlichen Systems der menschlichen Wirthschaft (1867) wurden in Verbindung mit ersten Ansätzen einer disziplintheoretischen Beleuchtung von Karl Rodbertus und Albert Schäffle eingeführt.
Unter der Bezeichnung Sozialökonomik wurden diese Grundlagen ab etwa 1880 von Adolph Wagner und Heinrich Dietzel systematisch als Wissenschaftskonzepte weiterentwickelt. Ziel war die erkenntnistheoretische und methodologische Verknüpfung der institutionen- und sozialhistorischen Expertise der Historischen Nationalökonomie mit dem Theorieschwerpunkt der Klassischen Nationalökonomie.
Max Weber verlieh der Sozialökonomik als ihr prominentester Exponent und als Schriftleiter der mehrbändigen Lehrbuchreihe Grundriss der Sozialökonomik (GdS, 1914–1930) andauernde Bekanntheit und Wirkung; insbesondere mit seinem 1921/22 darin erschienenen Beitrag Die Wirtschaft und die gesellschaftlichen Ordnungen und Mächte (später als Soziologische Kategorienlehre bezeichnet). Ab 1956 wurden seine nachträglich kompilierten sozialökonomischen Schriften als Wirtschaft und Gesellschaft – Grundriß der verstehenden Soziologie (WuG) herausgegeben und wirkten vor allem in der Soziologie und in der Politikwissenschaft weiter. Mittlerweile stellt die Max Weber-Gesamtausgabe (MWG) unter dem Obertitel Wirtschaft und Gesellschaft mehrere Einzelbände mit den originalen und zum Teil unvollendeten sozialökonomischen Texten bereit.
Vielen GdS-Autoren und Mitherausgebern wie zum Beispiel Karl Bücher, Joseph Schumpeter, Friedrich von Wieser und Werner Sombart hängt wie Weber bis heute der Nimbus der letzten „Jedi-Ritter“ an – der letzten sozialwissenschaftlichen Universalgelehrten.
In den USA legte Richard Ely – der in Deutschland im Sinne des Historismus ausgebildet worden war – den Grundstein für die spätere Institutionenökonomik. Ely war Initiator der am Verein für Socialpolitik orientierten American Economic Association (1885), führende Figur der Progressive Era, Autor populärer Lehr- und Schulbücher sowie Herausgeber der Reihe Citizen’s Library of Economics, Politics and Sociology (1900ff.). Seine Darstellungen beschäftigten sich mit der ökonomischen Bedeutung historisch bedingter Institutionen der modernen Gesellschaft wie etwa der Privatautonomie. Seine disziplinäre Auffassung stand der Sozialökonomik sehr nahe, was seine frühe Beschäftigung mit Karl Rodbertus, Albert Schäffle und Adolph Wagner zeigt. Ely war akademischer Lehrer unter anderem von John Rogers Commons, Thorstein Veblen und Wesley Clair Mitchell sowie des US-Präsidenten Woodrow Wilson.
Edwin R. A. Seligman, welcher ebenfalls in Deutschland studiert hatte und 1904 Max Weber auf dessen USA-Studienreise in New York freundschaftlich beherbergte, unterstützte mit George Gunton den Gründer des ersten Instituts für Sozialökonomik. Gunton, zunächst Arbeiter- und Arbeitszeitaktivist, später liberal-korporatistischer Sozialreformer, leitete ab 1891 das Institute of Social Economics und die Zeitschrift The Social Economist bzw. Gunton’s Magazine (ab 1896). Gunton seinerseits stand Theodore Roosevelt nahe, als dieser noch Gouverneur des Bundesstaates New York war. Das Institute of Social Economics kann als stadtgesellschaftliches und progressives Vorläufermodell der New Yorker New School of Social Research ab 1919 betrachtet werden.
Als der Einfluss der Wirtschaftstheorie des Keynesianismus in den Jahrzehnten nach dem Zweiten Weltkrieg zurückging, konnte sich die Neoklassik als die Dominante aller postklassischen Wirtschaftstheorien etablieren. An den westlichen Universitäten wurde die Neoklassische Synthese weitgehend mit der ökonomischen Wissenschaft als solcher identifiziert, weshalb sie bis heute oft als „Orthodoxie“ bezeichnet wird. Abweichende wissenschaftstheoretische Disziplinmodelle wie die traditionelle Sozialökonomik oder wirtschaftstheoretische Alternativansätze (umgangssprachlich meist „Paradigmen“ oder „Denkschulen“), welche im Forschungs- und Lehrkanon der institutionalisierten VWL unterrepräsentiert sind, zählen seither zur „Heterodoxie“. Diese verfügt nicht über eine hinreichend homogene Interessen- und Organisationsstruktur und eine vergleichbare akademische Basis wie der postklassisch geprägte Mainstream (vgl. Kritik seitens der Pluralen Ökonomik).

## Ausgangssituation

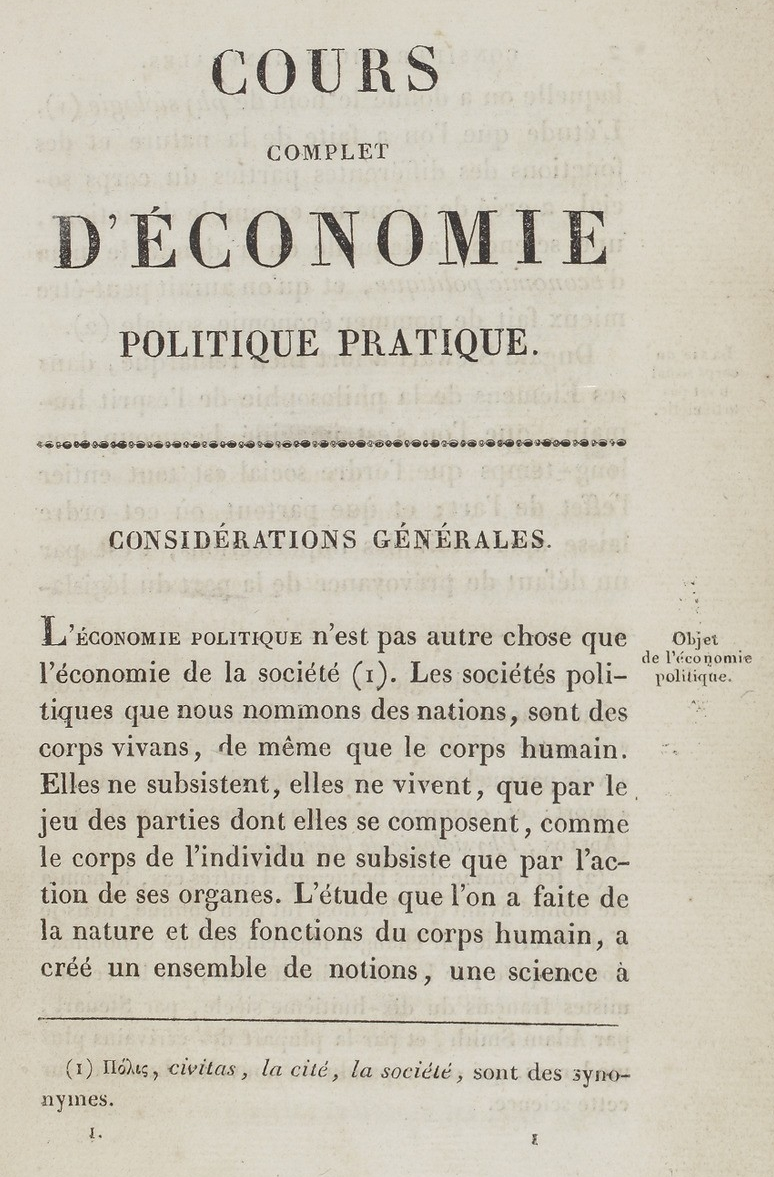
„Die Politische Ökonomie ist nichts anderes als die Ökonomie der Gesellschaft“, so der französische Klassiker Jean-Baptiste Say 1828 zum Gegenstand der ökonomischen Wissenschaft (Seite 1 von 2).

Bis zu Beginn des 20. Jahrhunderts war die Wirtschaftswissenschaft keine einheitlich institutionalisierte Disziplin. Wie alle im 19. Jahrhundert entstandenen Sozialwissenschaften hatte sie kein exklusives Forschungsfeld und keine entsprechend verbindlichen Erkenntniswege gefunden. Einzelne Lehrstühle an den Universitäten hatten großen subjektiven Einfluss auf Forschung und Lehre.
In den klassischen Schriften von Adam Smith, Thomas Robert Malthus, David Ricardo und ihren Zeitgenossen zeigte sich die moderne Wirtschaftswissenschaft als Kind der Aufklärung. Ihre moral-, staats- und sozialphilosophischen Aspekte schlugen sich in der frühen Fachbezeichnung Politische Ökonomie nieder (heute ugs. meist nur Klassik). Sie vereinte wissenschaftliche Bereiche, die heute mit der Wirtschaftsethik, der Wirtschaftsgeschichte und der Wirtschaftstheorie assoziiert werden, in einer Sozialwissenschaft, die vom freiheitlichen Antifeudalismus und einem bürgerlich-individualistischen Privatrechtssystem nach antikem Vorbild ausging. Seit der Unabhängigkeit der USA 1776 und der Französischen Revolution 1789 prägten diese aufklärerischen Elemente die modernen westlichen Gesellschafts- und Wirtschaftsordnungen.

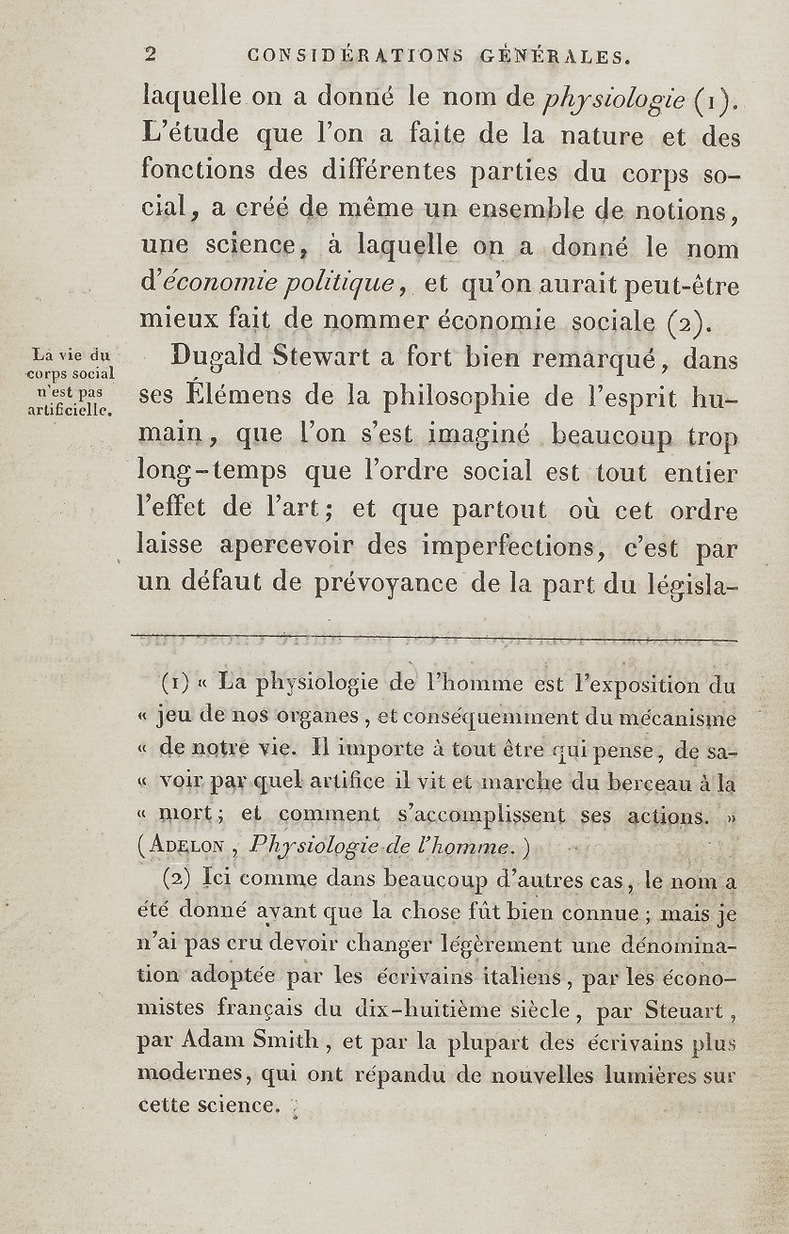
Für die Sozialökonomie (économie sociale) als Disziplinbezeichnung sei es aufgrund der Konventionen zu spät, auch wenn sie die Sache besser treffe, so Jean-Baptiste Say 1828 (Seite 2 von 2).

Die Isolation und Formalisierung von einzelnen Theoremen und Motivationen menschlichen Verhaltens verstärkten jedoch bald die Tendenz zur Naturalisierung von Wirtschaft. Aus vergesellschafteten Menschen und Rechtssubjekten wurden zunehmend autonome Individuen, welche als ökonomisch rationalisierte Akteure in quasi-naturgesetzlichen Kausalzusammenhängen handelten. Mehr und mehr verlagerte sich so die Auffassung des Ökonomischen in das Vorfeld zwischenmenschlicher und sozialer Bindungen. Historische Entwicklung, Komplexität und Brisanz gesellschaftlicher Wirklichkeit wurden weitgehend ausgeklammert.
Im deutschsprachigen Raum herrschte zunächst die Historische Schule der Nationalökonomie als Erfahrungswissenschaft komplexer und jeweils einzigartiger sozialer Sachverhalte vor. Der ökonomische Historismus hatte sich bei Adam Müller von Nitterdorf und Friedrich List sowie später bei Wilhelm Roscher, Bruno Hildebrand und Karl Knies vor allem als traditional-entwicklungsorientierte Gegenströmung zur naturrechtlich-rationalistischen Rechtslehre der Aufklärung formiert.
Dementsprechend betrachtete der Historismus Wirtschaftszustände – in bewusster Abkehr von allgemeingültigen Gesetzmäßigkeiten – als Äußerungsformen von ethischer und institutioneller Entwicklung. Empirische Fakten wurden weniger auf deren verallgemeinerungsfähige Bedeutung als auf ihre geschichtliche Eigenart hin untersucht. Der Historischen Schule wurde deshalb mitunter Erklärungsschwäche aufgrund von Theorielosigkeit vorgeworfen. Sie ließe keinerlei allgemeine Aussagen über ökonomische Einzelvorgänge zu und sei deshalb blind für die Methoden des Vergleichs, der Abstraktion und der Ableitung von Erkenntnissen. Aus diesem Grund sei sie keine anwendungsbezogene Wissenschaft, die ihre Aktualität durch Prognosefähigkeit unter Beweis stellen könne.
Die revolutionären Ereignisse in Europa nach 1789, vor allem aber die sozialistischen und kommunistischen Bewegungen in Frankreich, riefen in Deutschland den Wunsch nach der Etablierung einer Gesellschaftswissenschaft wach. So fragte der Jurist und Ökonom Lorenz von Stein 1842: „Werden wir uns von dem gewaltigsten Widerspruch unsrer Zeit, wie er sich in Frankreich Bahn bricht, überwältigen lassen, weil wir ihm kein bestimmtes Bewusstsein über Wesen und Gestalt der gesellschaftlichen Aufgabe, kurz keine Wissenschaft der Gesellschaft entgegenzustellen hatten?“ Der Inspirator von Karl Marx und Publizist Friedrich Wilhelm Schulz beklagte 1843 eine „Staatenkunde und Statistik, die sich mit ihren Durchschnittszahlen überall durchschleicht“, ohne „die Wirklichkeit des Volkslebens nur zu berühren“.
Ebenso früh wurde die Vorstellung geäußert, durch wissenschaftlich begründete Wirtschaftspolitik der Gesellschaft einen Dienst erweisen zu können. Der Chemiker und Ökonom Karl Marlo stellte 1850 in einer Abhandlung über das System der Weltökonomie fest, dass „aller Fleiß und alle Anstrengung der einzelnen Bürger […] vergeblich“ sei, „wenn die gesetzliche Organisation des socialen Lebens falsch“ sei. „Jeder ökonomische Mißgriff“ könne „das Verderben der Gesellschaft zur unabwendbaren Folge haben.“

## Leitmotive

### Karl Rodbertus – die Kategorien Geschichte und Theorie

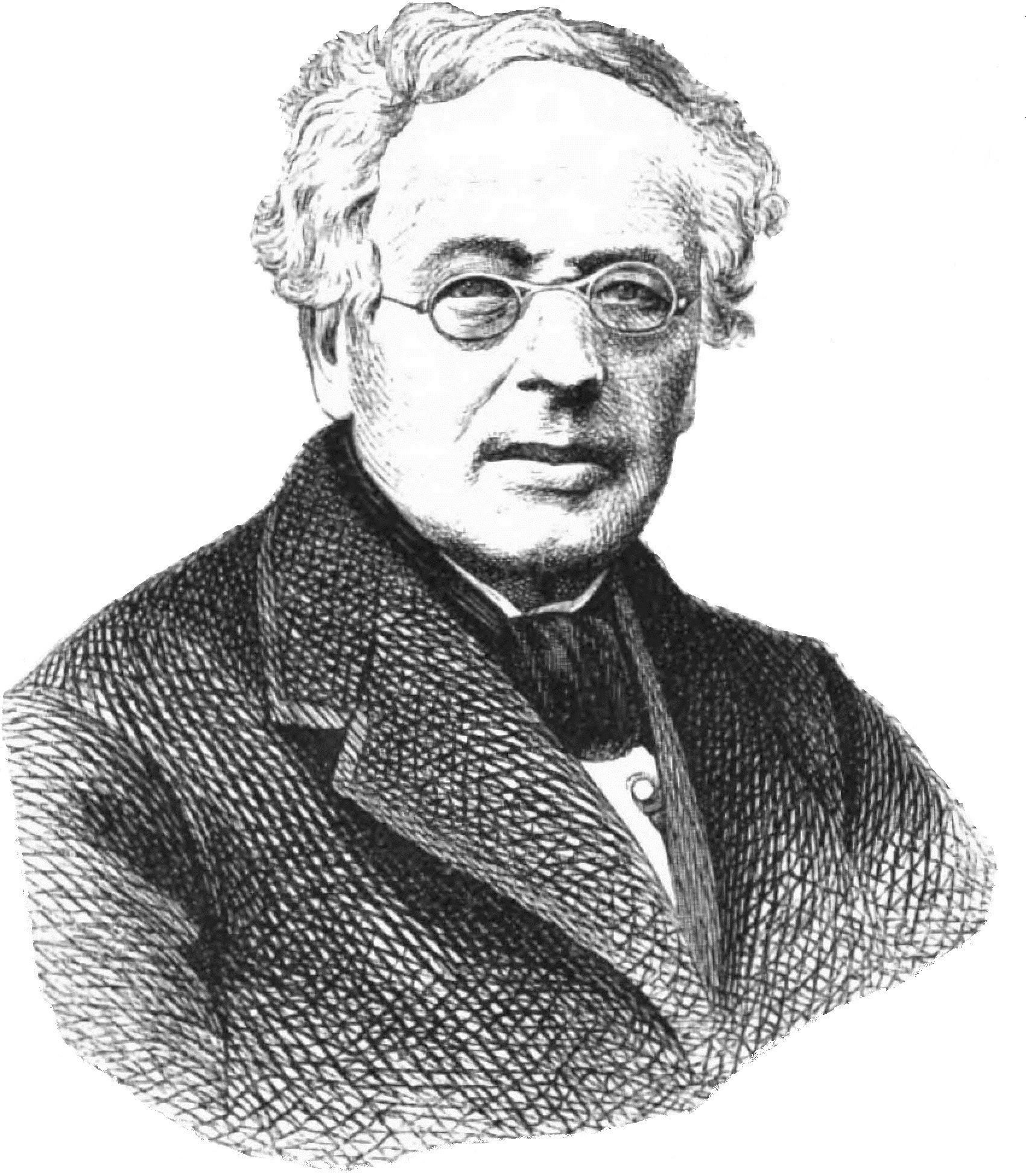
Karl Rodbertus (1805–1875).

Ab 1842 begann der Jurist und Landwirt Karl Rodbertus seine sozialen und ökonomischen Studien zu veröffentlichen (Erkenntnis unserer Zustände 1842, Soziale Briefe 1850–1852). Sein Ansatz war es einerseits, die begrifflich-analytische und logische Stärke der klassischen Ökonomik für entwicklungsgeschichtliche Studien der griechischen und römischen Antike sowie der Moderne fruchtbar zu machen. Andererseits griff er die theoretischen Annahmen und Konzepte vor allem Adam Smiths an, indem er die empirische Dynamik und die historischen Besonderheiten gesellschaftlicher Prozesse betonte. Seine methodologische Kombination von Theorie und Geschichte nahm den späteren Wesenszug neu entwickelter Wissenschaftskonzeptionen vorweg, die ähnliche Syntheseversuche darstellten.
Rodbertus bezeichnete den Forschungsgegenstand der modernen Ökonomik als Gesellschaftswirtschaft. Diese grenzte er ausdrücklich von der Nationalökonomie und anderen engführenden Vorgängerbegriffen ab. Rodbertus verwarf die Alleingültigkeit des klassischen Konzepts der individualistisch angelegten arbeitsteiligen Tauschwirtschaft. Seine Vorstellung von der Gesellschaftswirtschaft basierte auf einer von ethisch-systemischen Abhängigkeiten geprägten Arbeits- und Verbrauchsgemeinschaft. Hieraus leitete er unter anderem den Begriff der relativen Armut, eine Theorie der Einkommens- und Vermögensverteilung sowie der wirksamen Nachfrage ab (Gesetz der fallenden Lohnquote 1850).
Rodbertus gilt als Begründer der sozial-ökonomischen Kategorienlehre (1842). Diese verdeutlichte er vor allem am Doppelcharakter des Kapitals als eines sozialen bzw. ethisch-rechtlichen Verhältnisses einerseits und als eines materiellen Produktionsmittels andererseits. Begriffsjuristisch geschult, unterschied er in seiner systematischen Begriffsstruktur etwa Arbeitskosten als spezifisch historische Kategorie der Unternehmer-Perspektive und Kostenarbeit als generelle ökonomische Aufwandsgröße der Produktionstheorie. Ergäben sich die Arbeitskosten aus einem gegenseitigen Anspruchsverhältnis in Geldform, schaffe die Kostenarbeit tatsächlich Einkommen und Produktionsmittel in Güterform.
Karl Rodbertus über die Doppelbedeutung des Kapitals als materielles Produktionsmittel und als soziales Verhältnis:

„Auch in der Lehre vom Einkommen haben die Nationalökonomen niemals das Verhältniss oder die Wirkung des Kapitals an sich, sondern immer nur des Privatbesitzes von Kapital behandelt.“

Die Reflexion der Mehrdeutigkeit des Kapitalbegriffs stellte dessen wirtschaftstheoretisch wertfreie Verwendung infrage. Rodbertus definierte 1868 den Kapitalismus als „sociales System“ des „Capitalbesitzes“ und der „Capitalpräponderanz“, das die Wahrnehmung der realen Abläufe der Gesellschaftswirtschaft durch privilegierte soziale Partikularinteressen verzerre. Mit der parallelen Analyse der historisch-sozialen und der logischen Bedeutungsebenen von Begriffen prägte er vor allem Adolph Wagner, Heinrich Dietzel, Max Weber sowie Werner Sombart und trug laut Joseph Schumpeter maßgeblich zur „Gesamtauffassung“ und zu den „Grundbegriffen“ der Sozialökonomik bei.

### Albert Schäffle – Wirtschafts- als Gesellschaftswissenschaft

Albert Schäffle (1831–1903).

Der Ökonom und Staatswissenschaftler Albert Schäffle gilt als einer der ersten deutschsprachigen Soziologen. Ab 1860 war er mehr als vier Jahrzehnte einer der Herausgeber der Zeitschrift für die gesamte Staatswissenschaft, welche zu dieser Zeit ein zentrales Publikationsorgan der interdisziplinären sozial-ökonomischen Wissenschaftsgemeinschaft war. Mit seinen stark organologisch-institutionell angelegten Arbeiten grenzte er sich von der Klassik ab, ohne jedoch auf eine rein historisch-ethische Darstellung zu verfallen (vor allem Gesellschaftliches System der Wirtschaft 1867 und Bau und Leben des socialen Körpers 1875–1878).
Schäffle postulierte, dass die „Wirtschaftswissenschaft eine Gesellschaftswissenschaft“ sei. Eine explizite Begriffsabgrenzung zwischen „Gesellschafts-, [und] Nationalökonomie“ (wie bei Karl Rodbertus) findet sich bei Schäffle nicht. So wies er einer weiterhin meist national gedachten Gesellschaft einen „gemeinwirtschaftlichen“ Charakter zu, den er „streng nationalökonomischen“ Studien unterzog. Hiervon unterschied er das „privatwirtschaftliche System der bürgerlichen Gesellschaft“, welches wiederum von nationalökonomischen Erwägungen abweichende „privatwirtschaftliche Grundlehren“ erfordere (Privatwirtschaftslehre). Das vielzitierte Wort des Historischen Nationalökonomen Wilhelm Roscher – „Ausgangspunkt, wie Zielpunkt unserer Wissenschaft ist der Mensch“ – geht auf die direkte Anregung durch ihn zurück. Schäffle steht für die erste sozialwissenschaftliche Annäherung einer spezifischen historisch-ethischen Nationalökonomie an die theoretische Nationalökonomie im Vorfeld der Jüngeren Historischen Schule Gustav Schmollers.

### Eine ethische Wirklichkeitswissenschaft des Anthropozäns
Mehrere Vertreter eines Wissenschaftskonzepts der Sozialökonomik verorteten die Zukunft der Wirtschaftswissenschaft bereits früh in einem anthropologisch-weltwirtschaftlichen Bezugsrahmen (vgl. Anthropozän). Sie gingen damit sozialwissenschaftlich sowohl über die Klassik als auch die Historische Schule hinaus, ohne diese jedoch als berechtigte Forschungsperspektiven verwerfen zu müssen.
1861 forderte Albert Schäffle, den Menschen als das Wesen mit einem freien und „bewussten Willen“ in den Mittelpunkt zu stellen, da allein für dessen Zwecke gewirtschaftet werde. Das Wirtschaften sei „Kulturtätigkeit“, kein „Naturprozess“. „In diesem Sinn verlangen wir eine ethisch-anthropologische, statt einer chrematistischen Nationalökonomie.“ Als praktische Konsequenz erschien Schäffle etwa die Begrenzung des persönlichen Privateigentums für Zwecke des „lebendigen sozialen Zusammenhangs“ und des „sozialen Bedürfnisses“ als selbstverständlich, da es unter anthropologischen Gesichtspunkten „keine rein isolierten Persönlichkeiten“, sehr wohl aber „gemeinsame Güter“ gebe. Im Sinne der unterschiedlichen historisch-sozialen Verhältnisse griff er die klassische Lehre von Arbeit, Kapital und Natur als „mechanischer“ Produktionsfaktoren an.
Albert Schäffle über den „ethisch-anthropologischen Standpunkt in der Nationalökonomie“:

„Wenn man den Menschen als ethisches, als Kulturwesen in den Mittelpunkt rückt, ihn zum Agens und Ziel des Wirthschaftens erhebt, ist es absolut ausgeschlossen, den Erzeugungsproceß als Naturproceß, als Produkt dreier mechanisch aufeinander wirkender ‚Faktoren,‘ als Zusammenfluß dreier ebenbürtiger Kräfte aufzufassen. […] der Mensch, der reale, kulturhistorische Mensch [ist] der treibende Mittelpunkt, der Faktor im eigentlichen Sinne des Wortes […]“

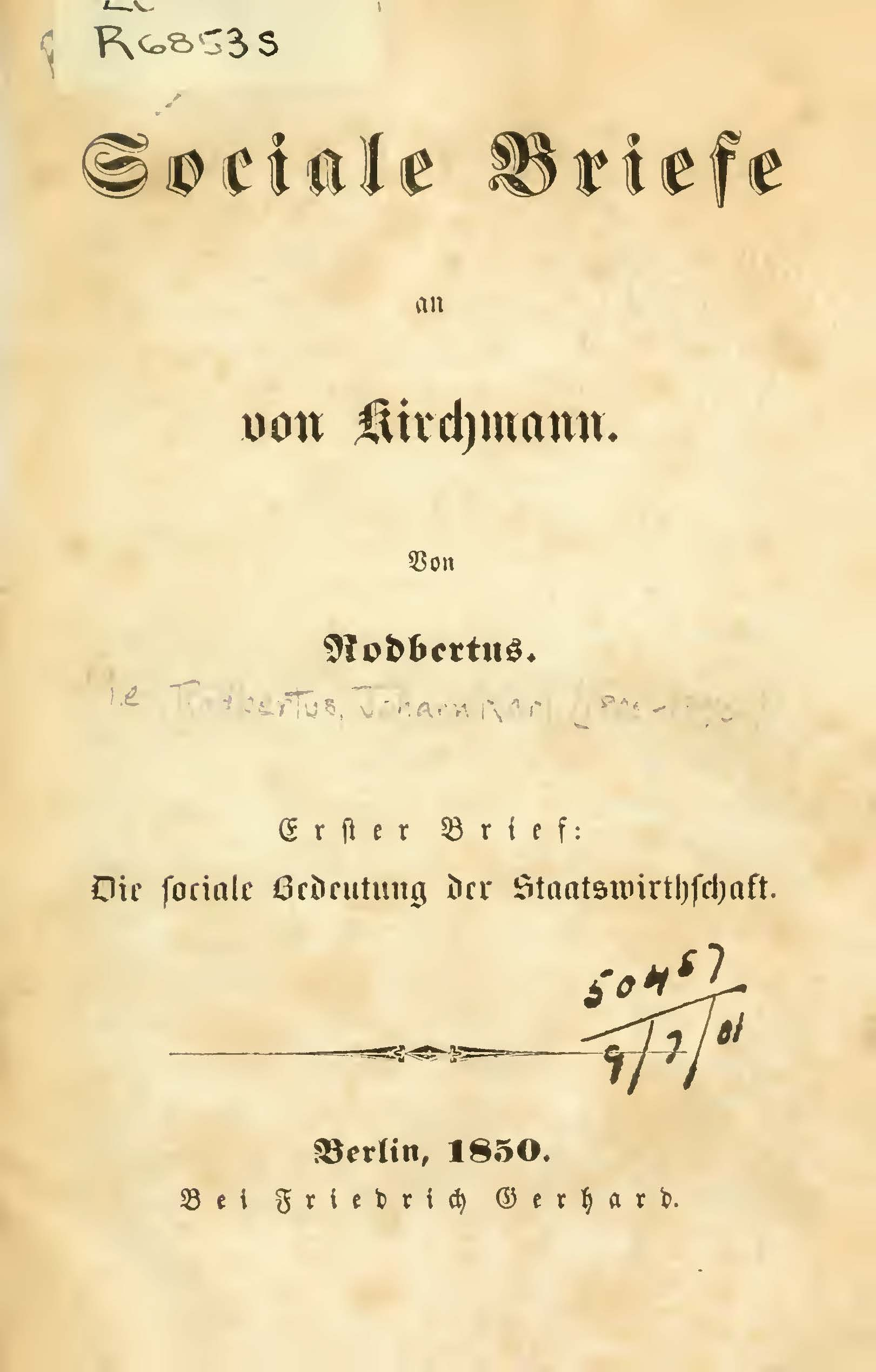
In den Sozialen Briefen ab 1850 verhandelte Karl Rodbertus neben wirtschaftstheoretischen auch wissenschaftstheoretische Fragen.

1871 sah Karl Rodbertus das Zeitalter der Anthropokratie (Menschenherrschaft) gekommen. Er forderte das Ende der deterministischen Ökonomik und griff die physiokratischen Denkmuster in der Klassik an (vor allem den Grundsatz Laissez-faire). „Wir müssen diesen ‚Naturgesetzen‘ freie, sittliche, neubelebende Menschengesetze substituiren […] Wir müssen es und wir können es. Denn wir Menschen vermögen ‚das Unmögliche‘; wir dürfen [‚]alles Irrende, Schweifende nützlich verbinden.‘“ An die Stelle blinder Bewegungsgesetze sollte die Auffassung von der Selbstorganisation des „freien geschichtlichen Organismus“ der Menschheit treten.
Karl Rodbertus in den Sozialen Briefen zum „moralischen“ statt „mathematischen“ Gesamtzusammenhang menschlicher Wirtschaft:

„Sie [die individualistische Nationalökonomie] hat zum Beispiel den Begriff des Vermögens des Einzelnen zum Grunde gelegt, ohne zu bedenken, daß das Vermögen eines mittelst der Theilung der Arbeit mit Anderen vergesellschafteten Menschen etwas ganz Anderes ist, als das eines völlig isolirt wirthschaftenden Individuums. […] Sie hat gethan, als ob die Gesellschaft nur eine Summe verschiedener wirthschaftlicher Einer, ein mathematisches und kein moralisches, denn das heißt sociales Ganze wäre, als ob sie selbst, die Staatswirthschaft, nur ein Aggregat individueller Wirthschaften und keine organische Gesammtwirthschaft wäre […].“

Max Weber betrachtete 1895 die Volkswirtschaftslehre ebenfalls als „Wissenschaft vom Menschen“. Anders als Schäffle und Rodbertus thematisierte er die normative Problematik der Werturteile einer derart selbstbezogenen anthropologischen Forschung. Rodbertus war etwa noch überwiegend von einer auf Harmonie und Gleichgewicht abstellenden, also klassisch-aufklärerisch geprägten Moralphilosophie der Ökonomik ausgegangen. Weber versuchte hingegen, Bereiche und Wirkung von vorgelagerten Werturteilen und Wertbeziehungen in den Sozialwissenschaften auszuloten, um eine kritische Reflexion unterschiedlicher methodologischer Denkvoraussetzungen (Axiome) zu ermöglichen.
Webers eigene methodologische Verbindung von verstehender Deutung und erklärender Analyse menschlicher Ökonomien konnte sich zwar durchaus an der rationalen Aufklärung über Naturzusammenhänge anlehnen. Letztlich musste sie aber historisch-sozial informierte Wirklichkeitswissenschaft und damit kulturbezogene Wissenschaft vom Menschen bleiben. Disziplinäre Axiome, die ausschließlich in unterschiedlichen Methodenlehren begründet lagen (zum Beispiel Geschichte oder Theorie), bezeugten Weber weniger ein allgemein wissenschaftliches denn ein spezifisch weltanschauliches Interesse. Methoden blieben Mittel zum Zweck, sie waren dem umfassenden Erfassen und Erkennen des Forschungskomplexes der menschlichen Kultur nachgelagert.
Max Weber im sogenannten Objektivitätsaufsatz (1904):

„Die Sozialwissenschaft, die wir treiben wollen, ist eine Wirklichkeitswissenschaft. Wir wollen die uns umgebende Wirklichkeit des Lebens, in welches wir hineingestellt sind, in ihrer Eigenart verstehen – den Zusammenhang und die Kulturbedeutung ihrer einzelnen Erscheinungen in ihrer heutigen Gestaltung einerseits, die Gründe ihres geschichtlichen So-und-nicht-anders-Gewordenseins andererseits.“

## Der sozial-ökonomische Diskurs
Die Zeit von ca. 1870 bis zum Ende des Ersten Weltkrieges war von belebenden Kontroversen unter konkurrierenden Auffassungen von Ökonomik geprägt. Sie ging als Periode des Methoden- und Werturteilsstreits in die Geschichte ein, wobei die geführten Debatten keineswegs nur als methodologische Binnenkonflikte, sondern als Teil sozial- und kulturwissenschaftlicher sowie disziplintheoretischer Zukunftsdiskurse wahrgenommen wurden. Im Zentrum standen die Auseinandersetzungen zwischen den „Theoretikern“ und den „Historikern“ unter den Ökonomen und der Konflikt um die Wertfreiheit der Sozialwissenschaften. Die ersten programmatischen Wissenschaftskonzepte der Sozialökonomik gingen unmittelbar aus diesen Spannungen hervor.

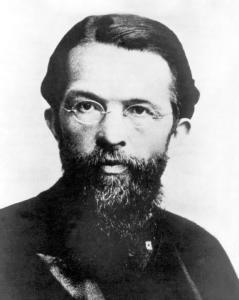
Carl Menger forderte 1883 mit seinem Plädoyer für mehr systematische Theorie und weniger individuelle Geschichte offen das vorherrschende historistische Denken an den Lehrstühlen heraus (Methode der Socialwissenschaften und der Politischen Oekonomie). Ökonomischer Historismus sei das "dunk[le] Streben, die specifischen Gesichtspunkte der Geschichtsforschung in die theoretische Wissenschaft von der Volkswirthschaft zu übertragen […] eine Form der Vielseitigkeit, welche der deutschen Wissenschaft jedenfalls besser erspart geblieben wäre.

Lujo Brentano über Vielfalt und mangelnde „Übereinstimmung“ in der Volkswirtschaftslehre:

„Fast auf jeder deutschen Universität wird die Volkswirtschaftslehre in einer von der Behandlung der anderen verschiedenen Weise vorgetragen, und wo mehrere Professuren bestehen – zur Verzweiflung der Schüler – oft an derselben Universität. Einer der berühmtesten deutschen Nationalökonomen, Lorenz von Stein, hat den Professor definirt als ‚Jemand, der anderer Meinung ist.‘ Wäre diese Definition zutreffend, so wären die Professoren der Volkswirtschaftslehre offenbar das Ideal der Professoren […]“

### Methodenstreit – Geschichte und Theorie
Oftmals wird der Methodenstreit auf die Streitfrage von Deduktion oder Induktion reduziert. Dabei machte er die Diskussion um allgemein-gültige und bedingt-gültige Erkenntnismöglichkeiten zum Gegenstand zahlreicher weiterer Einzelstreitfragen, die auf den Gegensatz von Theorie und Geschichte bezogen werden konnten (zum Beispiel a priori vs. a posteriori, ex ante vs. ex post, post hoc und cum hoc, methodologischer Individualismus vs. Kollektivismus und Holismus, Philosophie vs. Realität, Naturwissenschaft vs. Kultur- bzw. Geisteswissenschaft).
Eugen Böhm von Bawerk kritisiert die erkenntnistheoretische Einseitigkeit der Historischen Schule:

„Die klassische Nationalökonomie hat Theorie ohne Geschichte getrieben; die historische Nationalökonomie ist im besten Zuge[,] Geschichte ohne Theorie zu treiben, […] aber die Zukunft muß und wird einem dritten Wahlspruch gehören: ‚Geschichte und Theorie!“

Die an den Universitäten noch vorherrschende historische Richtung geriet zunehmend unter Druck, die Volkswirtschaftslehre zu einer wirtschaftstheoretisch fundierten und dadurch statistisch wie wirtschaftspolitisch prognosefähigen Disziplin umzugestalten. Die wissenschaftspolitischen Allianzen verschiedenster ökonomischer Strömungen setzten sich je nach Methodenschwerpunkt zusammen, so dass zum Beispiel der Staatssozialismus um Adolph Wagner und Werner Sombart genauso wie die individualistisch geprägte Österreichische Schule um Carl Menger und Eugen Böhm-Bawerk den theoretischen Standpunkt betonten, obwohl sie wirtschaftspolitisch zu entgegengesetzten Urteilen kamen. Später sollten sich beide Richtungen tatsächlich im Umfeld der sozialökonomischen Konzeptionen wiederfinden.
Franz Oppenheimer zur synthetischen Methodik einer sozial-ökonomischen Geschichtsauffassung:

„Das ist der Hauptinhalt der sozial-ökonomischen Geschichtsauffassung und der Sozialwissenschaft überhaupt: denn Historik und Ökonomik sind nur zwei verschiedene Ansichten desselben wissenschaftlichen Objektes, des menschlichen Kollektivlebens; jene stellt seine Entwickelungsgeschichte, diese seine Physiologie dar, jene arbeitet sozusagen mit Längs-, diese mit Querschnitten; beide zusammen erst geben die volle Erkenntnis.“

Insgesamt zeigte der Methodenstreit, dass eine strikte Trennung von Erfahrungswissen und Verstandeswissen weder möglich, noch – mit Immanuel Kant – erkenntnistheoretisch angezeigt ist: „Alle Kultur der Erkenntnisvermögen teilt sich in zwei Zweige auf: Geschichte und Philosophie.“ Die methodologische Integration beider Erkenntniswege in eine sozial- und wirtschaftswissenschaftliche Einzeldisziplin – wie sie die Sozialökonomik im Zuge des Methodenstreits anzustreben begann – war jedoch damit noch nicht erreicht.

### Werturteilsstreit – Ethik

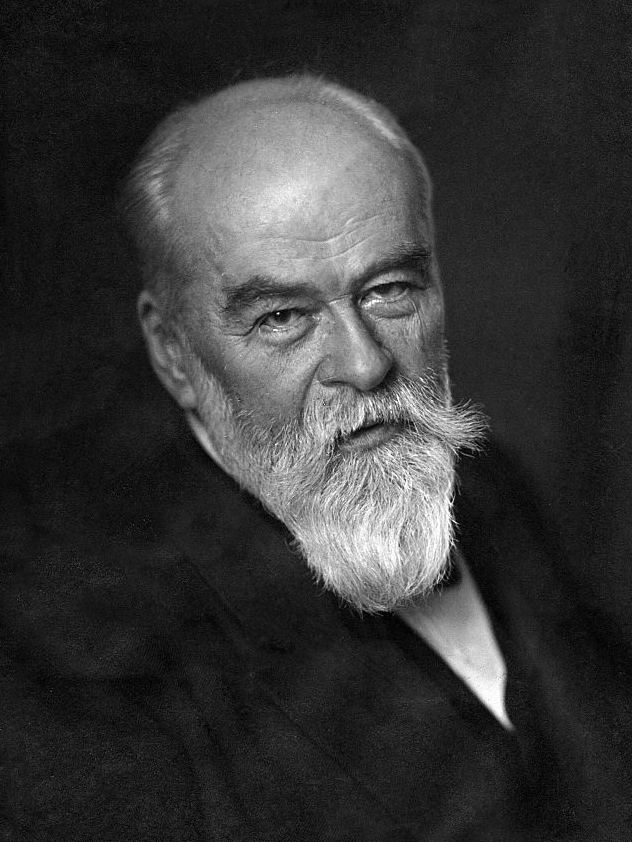
Gustav Schmoller galt in den Jahrzehnten um 1900 als unumstrittener Doyen der Historischen Schule. Auf Carl Mengers Vorwürfe einer Überformung der „Natur“ ökonomischer Abläufe mit geschichtlichen Details antwortete Schmoller souverän: „Das ist nicht eine Form 'der Vielseitigkeit, welche der deutschen Wissenschaft besser erspart geblieben wäre', sondern es ist das wissenschaftliche Verfahren, das nach meiner bescheidenen Ansicht uns allein vorwärts bringt.“

In die Methodenfrage von Geschichte und Theorie wurde im Rahmen des Werturteilsstreits eine dritte strittige Größe einbezogen, die Wissenschaftsethik. Auslöser war die weitverbreitete Verschränkung von Wirtschaftswissenschaft und Wirtschaftspolitik, also die Verbindung von spezifisch methodischer Sein-Beschreibung und Sein-Analyse mit spezifischen Vorstellungen eines normativen Sein-Sollens. So hatten die Liberalen der theoretisch geprägten sog. Manchesterschule (Kongreß deutscher Volkswirte) wie Heinrich B. Oppenheim und die historisch-ethisch orientierten sog. Kathedersozialisten (Verein für Socialpolitik) wie Gustav Schmoller teilweise sehr erfolgreich Einfluss auf Gesetzgebung und Politik genommen.
Schmoller sprach sich für eine bewusst-selbstreflexive Haltung zu den unvermeidlichen eigenen Werturteilen und Interessen aus. Er argumentierte vor allem mit objektiven Werten, die der Ökonomik, egal welcher subjektiven Wertorientierung der einzelne Ökonom noch nachstrebe, seit jeher innewohnten, vor allem mit dem Streben nach dem Gemeinwohl. In diesem Sinne habe die Wirtschaftswissenschaft des ausgehenden 19. Jahrhunderts über alle methodologischen und politischen Gräben hinweg eine objektivierende Wirkung gehabt. Wenn auch idealisierende Wertvorstellungen vom praktischen Zweck der Wissenschaft weiter existierten, so seien diese an den Lehrstühlen der Universitäten nicht identisch mit denjenigen, die in Parteizeitschriften und anderen Organisationen des Klasseninteresses vorherrschten.

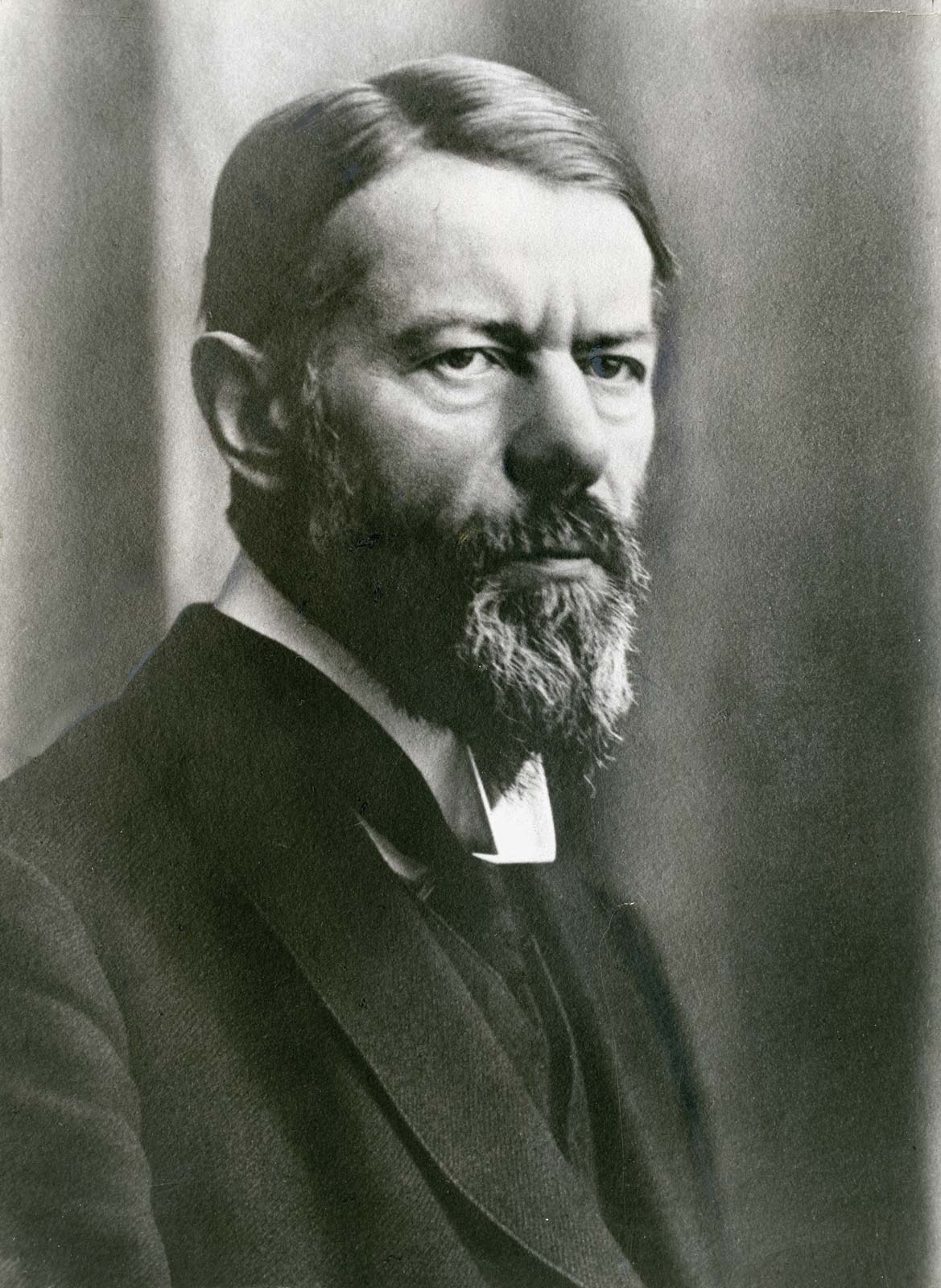
Max Weber (1864–1920).

Max Weber zu Gustav Schmollers These der objektiven ethischen Konvergenz:

„Denn der radikalste Zweifel ist der Vater der Erkenntnis. […] Die spezifische Funktion der Wissenschaft scheint mir […]: daß ihr das konventionell Selbstverständliche zum Problem wird.“

Max Weber sprach sich für eine strenge Trennung von Werturteil- und Methodenfragen aus. Aus einem methodisch ermittelten Sein könne nicht methodisch auf ein Sollen geschlossen werden (Humes Gesetz). Dies gelte für vermeintlich historisch entwickelte „Kulturwerte“ ebenso wie für theoretische „Grundprinzipien“ des Wirtschaftens. Allerdings machte Weber deutlich, dass der Zweck bzw. das Erkenntnisziel einer sozialwissenschaftlichen Disziplin wie der Ökonomik in jedem Falle wertgebunden und damit a priori gesetzt werde (Axiom). Dabei verbürge die Allgemeinheit und Ergebnisoffenheit eines gemeinsamen Zwecks größere Wirklichkeitsnähe als eine strittige „Wahl der Zwecke“, welche die Wissenschaften beschränkten Erkenntnisinteressen unterordnen und damit einer ungenügenden Methodik sowie einer einseitigen Normativität zuführen könne.
Max Weber über eine möglichst ergebnisoffene Formulierung des Forschungszwecks einer umfassenden sozialökonomischen Disziplin:

„Es ist einfach eine Naivität, wenn auch von Fachmännern gelegentlich immer noch geglaubt wird, es gelte, für die praktische Sozialwissenschaft vor allem ‚ein Prinzip‘ aufzustellen und wissenschaftlich als gültig zu erhärten, aus welchem alsdann die Normen für die Lösung der praktischen Einzelprobleme eindeutig deduzierbar seien.“

„Die zu theoretischen Zwecken nützlichen Fiktionen der reinen [theoretischen] Oekonomik können aber nicht zur Grundlage von praktischen Wertungen realer Tatbestände gemacht werden. […] Denn – um nur eins zu erwähnen – hinter der ‚Handlung‘ steht: der Mensch. Für ihn kann die Steigerung der subjektiven Rationalität und objektiv-technischen ‚Richtigkeit‘ des Handelns als solche über eine gewisse Schwelle hinaus – ja, von gewissen Anschauungen aus ganz generell – als eine Gefährdung wichtiger (zum Beispiel ethisch oder religiös wichtiger) Güter gelten.“

### Begründung des erkenntnistheoretischen Pluralismus

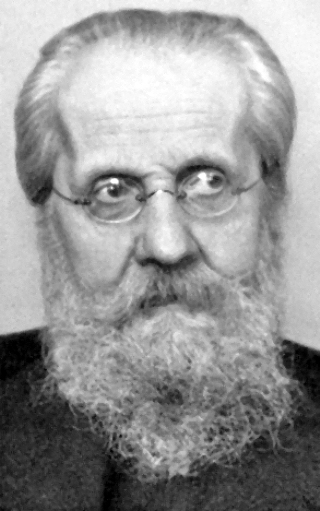
Vordenker der neukantianischen Wissenschaftstheorie: Heinrich Rickert.

Bei der Entwicklung einer integrativen Position in den Gegenstandsbereichen der Geschichte, Theorie und Ethik profitierte der sozial-ökonomische Diskurs von grundlegenden Entwicklungen im Bereich der Wissenschaftsphilosophie. In Reaktion auf die naturalistisch rationalisierte Aufklärung und ihren Anspruch, selbst historische, soziale und ethische Gegenstände naturalistisch verstehen und erklären zu können, war die Wissenschaftslehre von den Natur- und den Geisteswissenschaften entstanden.
Die einflussreichen Programme der historischen Schulen des 19. Jahrhunderts (zum Beispiel Geschichtliche Methode, Wilhelm Roscher 1843; Historik, Johann Gustav Droysen 1868; Geisteswissenschaften, Wilhelm Dilthey 1883) stellten heraus, dass die Mensch- und Menschheitswissenschaften „die Geschichte“ nicht als erledigte Vergangenheit betrachten oder mit abgestorbenen Anschauungsmaterial verwechseln dürften. Ebenso wenig könne die Geschichte, wie unter anderem Georg Simmel betonte (Probleme der Geschichtsphilosophie 1892), in Form von universellen Geschichtsphilosophien „richtig“ interpretiert, auf „natürliche“ und „ewige“ Prinzipien reduziert werden. Sie könne nicht als überzeitlicher Ziellauf einer generellen Vernunft interpretiert werden, weil derartige Zuschreibungen immer auf den subjektiven Werten des Interpreten basierten (zum Beispiel Fortschritts-, Kreislauf- oder Gleichgewichtsdenken).

„Die Methode der historischen Forschung ist bestimmt durch den morphologischen Charakter ihres Materials. Das Wesen der historischen Methode ist forschend zu verstehn.“

Vielmehr verbinde die Geschichte als Erfahrungshorizont den Menschen einerseits mit dem Gewesen-Sein und Werden seines individuellen und gattungsmäßigen Selbst sowie andererseits mit dessen denkbaren Zustandsmöglichkeiten. Subjekt und Objekt würden nicht, wie in den Naturwissenschaften, durch Erklärung in eine äußerliche und gesetzesmäßige Beziehung gebracht, sondern durch sinnhaftes Verstehen (Hermeneutik) aus der menschlichen Innenansicht heraus zueinander geführt – zur Sach- tritt die Selbsterkenntnis. Wilhelm Dilthey prägte dafür den Satz: „Die Natur erklären wir, das Seelenleben verstehen wir.“
Die neukantianischen Wissenschaftsphilosophen Wilhelm Windelband und Heinrich Rickert prägten eine Lehre der Wissenschaften, die spezifische systematische Erkenntnisinstrumente nach spezifischen Erkenntniszielen unterschied. Windelband legte die Unterscheidung von nomothetischen und idiographischen Wissenschaften zugrunde (Gesetzes- und Wirklichkeitswissenschaften). Diese ordnete Rickert wiederum den Kategorien der generalisierenden Naturwissenschaften und der individualisierenden Kulturwissenschaften zu. Beide akzeptierten Diltheys Betonung der Hermeneutik für die Geistes- bzw. Kulturwissenschaften, ließen aber auch „natur-“ bzw. gesetzeswissenschaftliche Erklärungen gesellschaftlicher Zusammenhänge unter Vorbehalten gelten.
Rickert entwickelte dabei eine Erkenntnistheorie der Heterologie (heterologisch bzw. „anderslogisch“), die eine Wissenschaft nicht aus einer definitorischen Objekt-Klassifikation (Definition der Gattung), sondern aus der ihr zugrunde gelegten Wertbeziehung als Bedeutungszusammenhang bzw. Auswahlprinzip heterogener Untersuchungsobjekte hervorgehen lässt (Definition des Zwecks). Das daran ausgerichtete Erkennen muss andersartige Erkenntnisobjekte im Erkenntnisganzen nicht methodisch zwingend in genetischer, hierarchischer, mathematischer oder dialektischer Konstellation ordnen, sondern kann sie heterothetisch (von Heterothese bzw. „Anderthese“) kombinieren und sie so zu einer verbundenen Synthese zusammenführen, zu einer „Einheit der Mannigfaltigkeit“. Rickert habe gezeigt, so Werner Flach, dass „das Letzte, was wir zu denken vermögen, mindestens eine Zweiheit darstellt“ und dass damit der „erkenntnistheoretische Pluralismus eine (endgültige) Begründung“ erhalten habe.
Eine disziplinäre Zweck-Definition findet sich in Max Webers Auffassung der Sozial- und Wirtschaftswissenschaft als „wissenschaftliche[r] Erforschung der allgemeinen Kulturbedeutung der sozialökonomischen Struktur des menschlichen Gemeinschaftslebens und seiner historischen Organisationsformen“. Diese allgemeine Form der Verbindung von Entwicklung und Struktur kann auch für andere Konzeptionen der Sozialökonomik als kennzeichnend gelten, wobei die methodologische Heterogenität des Faches aufgrund seiner Zusammenschau des Andersartigen jeweils vorausgesetzt wurde.

### Das sozial-ökonomische Diskursfeld im Überblick

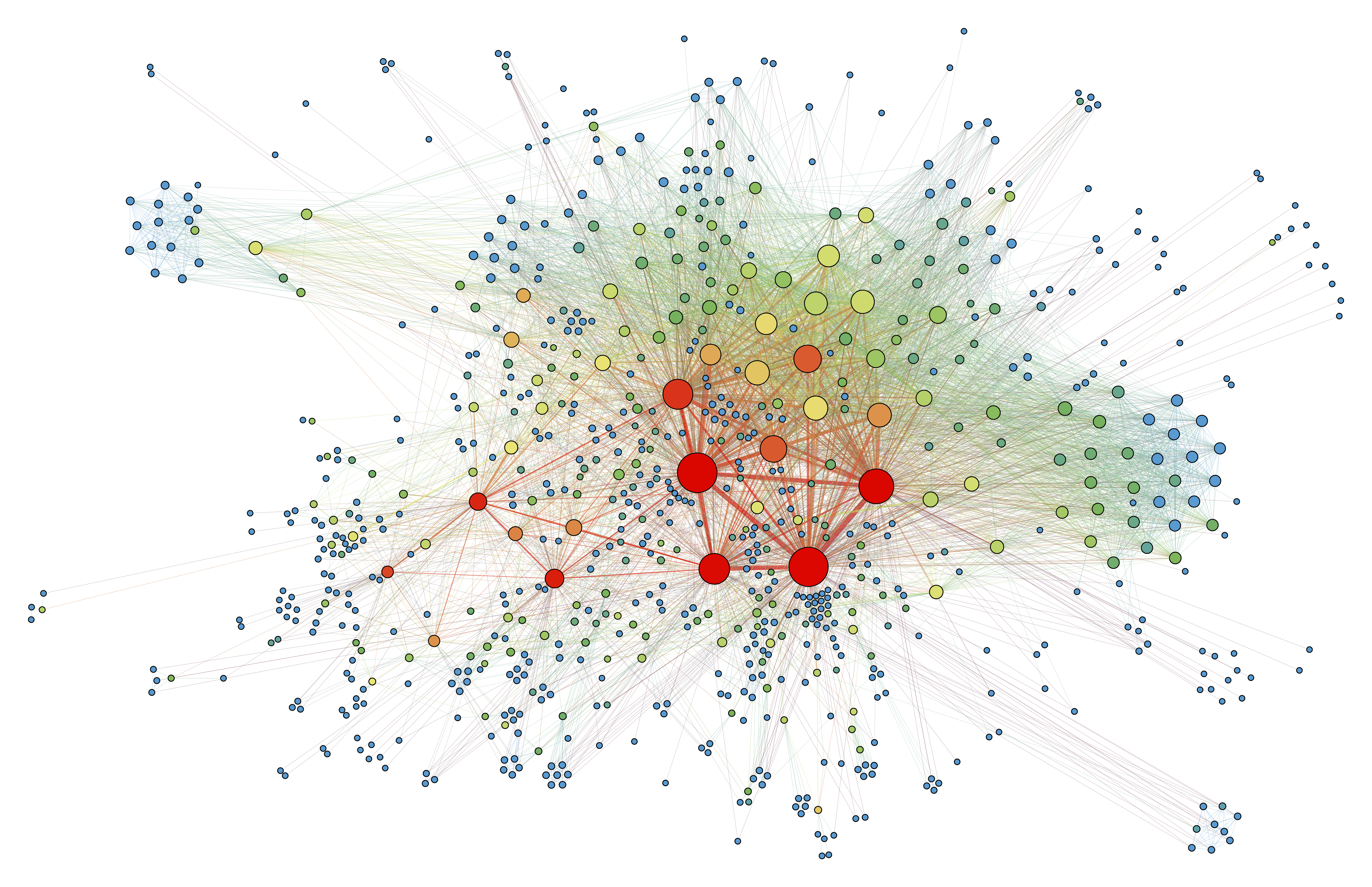
Diskurs- als Netzwerktheorie: Veranschaulichung diskursiver Knotenpunkte, ihrer Verbindungen und ihrer Verhältnispositionen.

Die wachsende Kluft zwischen „ethischen“, „kulturwissenschaftlichen“, „politischen“ und „sozialen“ Ökonomen auf der einen und den „theoretischen“, „mathematischen“ und „naturwissenschaftlichen“ Ökonomen auf der anderen Seite drohte, den disziplinären Diskurs auf Dauer zu spalten. Dabei war dieser Diskurs in den Jahrzehnten vor und nach 1900 keinesfalls nur dualistisch angelegt und bildete zahlreiche Probleme und Fragestellungen der damaligen Zeit ab, welche innerhalb eines diskursiven Netzwerks mit sozialen, politischen und ökonomischen Sachverhalten in Verbindung gebracht wurden.
Im Folgenden werden einige dieser Diskurselemente anhand ihrer Inhalte sowie mit diesen in Verbindung stehenden Personen und Institutionen aufgeführt. Die Diskursfelder ihrerseits lassen sich unter anderem in Anlehnung an die vier „fundamental fields“ entfalten, wie sie der zeitgenössische Disziplinhistoriker der Sozialökonomik, Joseph Schumpeter, dargelegt hat: Geschichte, Statistik, Theorie und Wirtschaftssoziologie bzw. Sozialökonomik. Über den sozial-ökonomischen Kerndiskurs hinaus sind interdisziplinäre, ethische, rechtliche, politische und supradisziplinäre Bezüge berücksichtigt, wie sie sich aus der Geistesgeschichte der europäischen Neuzeit ergeben.
Personen- und ideengeschichtliche Rück- und Vorgriffe sowie semantische Übergänge in „nicht-wissenschaftliche“ Diskursbereiche sind über den Darstellungszeitraum (1850 bis 1970) hinweg fließend gehalten, sofern sie wissenschaftshistorisch in Betracht kommen. Die Mehrfachnennung von Personen ist möglich. Auflistungen erfolgen nicht primär nach chronologischen, sondern nach inhaltlichen Gesichtspunkten.
historisch-soziale Knotenpunkte:
- Historische Schule der Nationalökonomie (deutschsprachiger Raum): Adam Müller von Nitterdorf, Friedrich List, Bruno Hildebrand, Karl Knies, Wilhelm Roscher, Gustav Cohn, Wilhelm Neurath, Lujo Brentano, Gustav Schmoller, Gustav von Schönberg, Georg Friedrich Knapp, Robert René Kuczynski, Johannes Conrad, Wilhelm Lexis, Karl Bücher, Franz Eulenburg, Bernhard Harms, Arthur Spiethoff, Carl Brinkmann sowie die sogenannten Kathedersozialisten des frühen Vereins für Socialpolitik
- Historische Soziologie: Albert Schäffle, Otto Hintze, Richard Ely, Georg Simmel, Max Weber, Edgar Jaffé, Alfred Weber, W. E. B. Du Bois, Franz Oppenheimer, Heinrich Herkner, Werner Sombart, Friedrich von Gottl-Ottlilienfeld, Othmar Spann, Johann Plenge, Alfred von Martin, Edgar Salin, Albert Salomon, Helmuth Plessner, Siegfried Landshut, Norbert Elias, Hans Freyer, Alfred Müller-Armack, Alexander Rüstow, Karl Polanyi, Gottfried Eisermann
- Neue Ökonomik bzw. Ältere Institutionenökonomik (USA): Herbert Baxter Adams, John Bates Clark, Henry Carter Adams, Edwin R. A. Seligman, Simon N. Patten (Gründergeneration der American Economic Association); Institute of Social Economics (1891–1904): George Gunton; Walton H. Hamilton, John Rogers Commons, Thorstein Veblen, Wesley Clair Mitchell, John Maurice Clark, John Kenneth Galbraith, Robert Liefmann, Karl William Kapp
- Universal- und Zivilisationsgeschichte bzw. Sozial- und Kulturgeschichte: Henri de Saint-Simon, Auguste Comte, Herbert Spencer, Jacob Burckhardt, Wilhelm Wundt, Ernst Cassirer, Eberhard Gothein, Karl Lamprecht, für die Philosophische Anthropologie: Max Scheler, Helmuth Plessner, Arnold Gehlen, für die Annales-Schule: Marc Bloch, Lucien Febvre, Fernand Braudel, für die Bielefelder Schule bzw. Historische Sozialwissenschaft: Hans-Ulrich Wehler, Jürgen Kocka; für die Weltsystem-Theorie: Immanuel Wallerstein

theoretisch-formale Knotenpunkte:
- Ökonomische Klassik: Adam Smith, Thomas Robert Malthus, David Ricardo, Jean-Baptiste Say, John Stuart Mill, für die deutschsprachige Ökonomik und Agronomie: Albrecht Daniel Thaer, Johann Heinrich von Thünen, Karl Heinrich Rau, Hermann Heinrich Gossen
- Neoklassik: Alfred Marshall, William Stanley Jevons, Léon Walras, John Bates Clark, Irving Fisher, Philip H. Wicksteed, Paul Howard Douglas, Charles Wiggins Cobb, Paul A. Samuelson, Robert M. Solow, für die Österreichische Schule: Carl Menger, Frank A. Fetter, für die Theoretische Sozialökonomik: Heinrich Dietzel, für die Schwedische Schule: Knut Wicksell, Gustav Cassel
- Österreichische Schule (postklassisch): Carl Menger, Eugen Böhm von Bawerk, Frank A. Fetter, Friedrich von Wieser, Joseph Schumpeter, Ludwig von Mises, Friedrich August von Hayek (unter anderem methodologischer Individualismus, Verhaltens- und Grenznutzentheorie, Unternehmer- und Innovationstheorie, Theorie der wirtschaftlichen Entwicklung)
- Nachfrage- und Makroökonomik (postklassisch): für die Birmingham School: Thomas Attwood, Matthias Attwood; Jean-Charles-Léonard Simonde de Sismondi, Karl Rodbertus, John Atkinson Hobson, Michał Kalecki, für den (Post-)Keynesianismus: John Maynard Keynes, Richard Kahn, Joan Robinson, Nicholas Kaldor, John R. Hicks, für die Neoricardianische Schule: Piero Sraffa
- Ökonomischer Sozialismus (postklassisch): Henri de Saint-Simon, Karl Rodbertus, Ferdinand Lassalle, Karl Marx, Friedrich Engels, Adolph Wagner, Eugen Dühring, Werner Sombart, Eduard Bernstein, Karl Kautsky, John Atkinson Hobson, Rosa Luxemburg, Johann Plenge, Michail Iwanowitsch Tugan-Baranowski, Rudolf Hilferding, Eduard Heimann, Michał Kalecki, Jürgen Kuczynski (unter anderem methodologischer Kollektivismus oder Holismus, Klassen- und Kapitalismustheorie, Verteilungs- und Konflikttheorie, Imperialismustheorie, makroökonomische Unterkonsumtions- und Profittheorie)
- (Historischer) Materialismus: Lewis Henry Morgan, Henry Thomas Buckle, Friedrich Engels, Karl Marx, Franz Mehring, Rudolf Stammler
- Theoretische Soziologie: Ferdinand Tönnies, Georg Simmel, Gustav Ratzenhofer, Rudolf Goldscheid, Émile Durkheim, Robert Michels, Friedrich von Wieser, Leopold von Wiese, Alfred Schütz, Karl Mannheim, Talcott Parsons, Jürgen Habermas, Werner Hofmann, Niklas Luhmann, Ralf Dahrendorf
- Kritische Theorie bzw. Frankfurter Schule: Max Horkheimer, Theodor W. Adorno, Herbert Marcuse, Erich Fromm, Leo Löwenthal, Franz L. Neumann, Otto Kirchheimer, Friedrich Pollock, Walter Benjamin
- Marburger Schule (Politik- und Sozialwissenschaft): Wolfgang Abendroth, Heinz Maus, Werner Hofmann
- Kommunitarismus und Socio-Economics (Society for the Advancement of Socio-Economics): Robert N. Bellah, Amitai Etzioni

ethisch-politische Knotenpunkte:
- Katholische Soziallehre: Wilhelm Emmanuel von Ketteler, Wilhelm Hohoff, Joseph Mausbach, Franz Hitze, Heinrich Weber, Heinrich Pesch, Papst Leo XIII. (Sozialenzyklika Rerum Novarum 1891), Karl Wasserrab, Theodor Brauer, Oswald von Nell-Breuning, Hans Küng, für die vormalige Catholic Economic Association (1941/42) bzw. Association for Social Economics (seit 1970): Thomas F. Devine, Bernard W. Dempsey
- Evangelische Sozialethik: Johann Hinrich Wichern (Innere Mission und Diakonie), Christoph Blumhardt, Adolf Stoecker, Rudolf Todt, Friedrich von Bodelschwingh der Ältere (Kirchliche Hochschule Bethel), Rudolph Sohm, Caspar René Gregory, Friedrich Naumann, Paul Göhre, Gertrud Bäumer, Gottfried Traub, Adolf von Harnack, Ernst Troeltsch, Paul Tillich, Karl Barth sowie der Evangelisch-Soziale Kongress (1890)
- Utilitarismus: Thomas Hobbes, Jeremy Bentham, John Stuart Mill
- Freihandelsschule bzw. Manchesterliberalismus: Richard Cobden, John Bright, Harriet Martineau, Jean-Baptiste Say, Frédéric Bastiat, John Prince-Smith, Eugen Richter, Henry Charles Carey
- Neoliberalismus (vom Colloque Walter Lippmann zur Mont Pèlerin Society): Friedrich August von Hayek, Albert Hunold, Ludwig von Mises, Karl Popper, Walter Eucken, Wilhelm Röpke, Alexander Rüstow, für die Chicagoer Schule: Frank Knight, George Stigler, Milton Friedman, für die Sozialökonomische Verhaltensforschung: Günter Schmölders
- Ökonomischer Sozialliberalismus bzw. „Dritter Weg“: Friedrich Wilhelm Schulz, Friedrich Naumann, Eugen Philippovich von Philippsberg, Franz Oppenheimer, Gerhart von Schulze-Gaevernitz, Adolf Weber, Ludwig Erhard, Alfred Müller-Armack
- Ordoliberalismus (Freiburger Schule der Nationalökonomie): Walter Eucken, Franz Böhm, Leonhard Miksch, Hans Großmann-Doerth, Arbeitsgemeinschaft Erwin von Beckerath
- Soziale Marktwirtschaft: Alfred Müller-Armack, Ludwig Erhard, Alexander Rüstow, Wilhelm Röpke, Günter Schmölders, Franz Böhm, Karl Schiller
- Gewerkschafts- und Arbeiterbewegung: Max Hirsch, Franz Duncker, Ferdinand Lassalle (Allgemeiner Deutscher Arbeiterverein 1863), Johann Baptist von Schweitzer, Wilhelm Hasenclever, Wilhelm Liebknecht, August Bebel, Karl Kautsky, Clara Zetkin, Rosa Luxemburg, Karl Liebknecht, für den Revisionismus: Karl Höchberg, Carl August Schramm, Karl Flesch, Eduard Bernstein
- Genossenschaftsbewegung, Frauen- und Sozialreformbewegung, Lebensreform und Naturschutz: Eduard Baltzer, Louise Otto-Peters, Marianne Weber, Anita Augspurg, Clara Zetkin, Hermann Schulze-Delitzsch, Friedrich Wilhelm Raiffeisen, Karl Marlo, Theodor Hertzka, Henry George, Adolf Damaschke, Silvio Gesell, Wilhelm Ostwald, Ernst Bloch (unter anderem Renten- und Zinstheorie, Bodenreform, Produktions-, Wohnungsbau- und Siedlungs-, Kredit- und Konsumgenossenschaften, alternative Geldtheorie und -reform, Freiwirtschaft, energetisch-physikalische Kulturtheorie, Konkrete Utopie)
- The New School for Social Research (1919, University in Exile 1933): Charles A. Beard, James Harvey Robinson, Thorstein Veblen, Wesley Clair Mitchell, Alvin Johnson, Hannah Arendt, Emil Lederer, Hanns Eisler, Alfred Schütz, Albert Salomon, Erich Fromm, Karl Löwith, Marie Jahoda, Arnold Brecht, Eduard Heimann, Adolf Löwe (Adolph Lowe), Hans Jonas, Hans Simons, Helmuth Plessner

rechts- und staatspolitische Knotenpunkte:
- Natur- und Vernunftrechtstheorie: Thomas Hobbes, William Petty, Hugo Grotius, John Locke, Samuel von Pufendorf, Christian Wolff, Jean-Jacques Rousseau, Thomas Paine, David Hume, Immanuel Kant
- Sozialrechts- und Sozialstaatsgedanke: Johann Gottlieb Fichte, Georg Wilhelm Friedrich Hegel, Henri de Saint-Simon, Pierre-Joseph Proudhon, Lorenz von Stein, Karl Rodbertus, Rudolf von Gneist, Adolph Wagner, Gustav Schmoller, Otto von Gierke, Hugo Preuß, für die Sozialrechtliche Schule: Rudolf Stolzmann, Rudolf Stammler, Karl Diehl; für das Staats- und Völkerrecht: Ferdinand von Martitz, Walther Schücking, Hans Kelsen
- Kritische Sozialrechtstheorien und Arbeitsrecht: Ferdinand Lassalle, Anton Menger, Carl Bulling, Anita Augspurg, Karl Flesch, Philipp Lotmar, Hugo Sinzheimer, Hermann Heller, Otto Kahn-Freund, Ernst Fraenkel, Franz L. Neumann, Thilo Ramm
- Staats- und Rechtssoziologie: Lorenz von Stein, Rudolf von Jhering, Philipp Heck, Eugen Ehrlich, Max Weber, Friedrich von Wieser, Niklas Luhmann

wissenschafts- und erkenntnistheoretische Knotenpunkte:
- Theorie der Historischen Schulen, des Historismus, der Historik und der (historisch-kritischen) Hermeneutik: Immanuel Kant, Friedrich Schleiermacher, Friedrich Ast, Friedrich Carl von Savigny (Historische Rechtsschule), Ferdinand Christian Baur (Tübinger Schulen), Adam Müller von Nitterdorf, Friedrich List, Leopold von Ranke, Johann Gustav Droysen, Theodor Mommsen, Wilhelm Roscher (Historische Schule der Nationalökonomie), Karl Knies, Wilhelm Dilthey (Kategorie der Geisteswissenschaften), Adolf von Harnack (Historische Theologie), Ernst Troeltsch (Religionsgeschichtliche Schule), Karl Lamprecht (Institut für Kultur- und Universalgeschichte), Marc Bloch, Lucien Febvre (Annales-Schule), Hans-Ulrich Wehler, Jürgen Kocka (Bielefelder Schule)
- Empirismus und Logischer Empirismus bzw. Positivismus: Francis Bacon, Thomas Hobbes, William Petty, John Locke, Auguste Comte, Herbert Spencer, John Stuart Mill, Gottlob Frege, Rudolf Carnap, Ludwig Wittgenstein, für den Wiener Kreis: Hans Hahn, Otto Neurath, Kurt Gödel, Karl Menger, Richard von Mises
- Neukantianismus: für die Marburger Schule: Friedrich Albert Lange, Hermann Cohen, Paul Natorp, Karl Vorländer, Rudolf Stammler, Walther Schücking; für die Südwestdeutsche Schule: Wilhelm Windelband, Heinrich Rickert
- Kritischer Rationalismus: Karl Popper, Hans Albert
- Rechts- und Staatsphilosophie: Immanuel Kant, Johann Gottlieb Fichte, Adam Müller von Nitterdorf, Friedrich Wilhelm Joseph Schelling, Georg Wilhelm Friedrich Hegel, Henri de Saint-Simon, Johann Caspar Bluntschli, Georg Jellinek, Gustav Radbruch, Hans Kelsen
- Pandektistik, Begriffsjurisprudenz, Interessenjurisprudenz: Christian Wolff, Samuel von Pufendorf (mos geometricus), Friedrich Carl von Savigny (Historische Rechtsschule), Georg Friedrich Puchta, Bernhard Windscheid (Pandektenwissenschaft), Rudolf von Jhering, Philipp Heck (Interessenjurisprudenz)
- Neuhumanistische Bildungstheorie und Geisteswissenschaftliche Pädagogik: Friedrich Schleiermacher, Wilhelm von Humboldt, Wilhelm Dilthey, Eduard Spranger, Theodor Litt

## Sozialökonomik als integratives Disziplinmodell

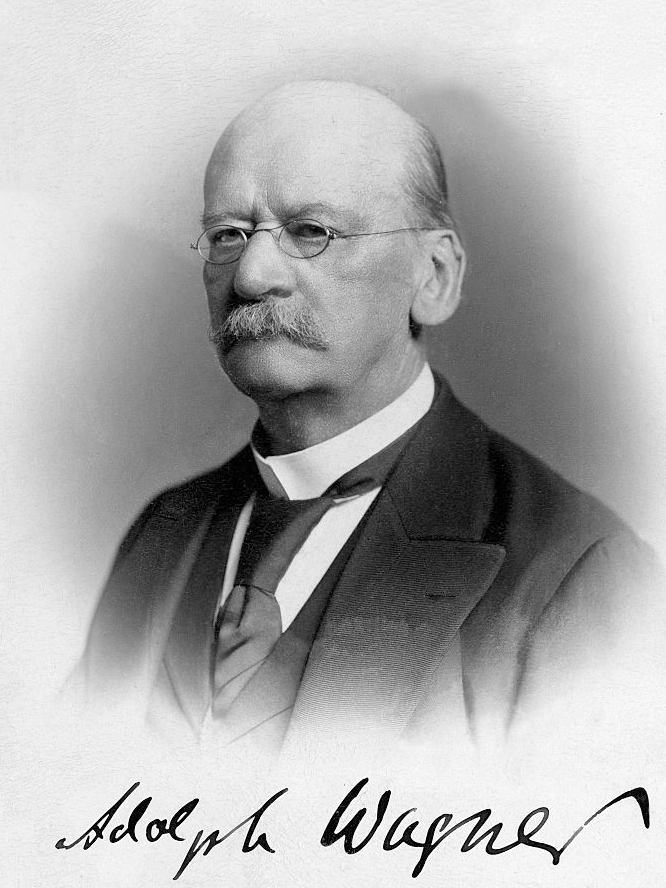
Adolph Wagner: „Nestor der deutschen sozialökomischen Wissenschaft“ (Adolf Weber).

Von Beginn an trat die Sozialökonomik weniger als klarer definitorischer Gattungsbegriff denn als allgemeine Zweckorientierung des sozial- und wirtschaftswissenschaftlichen Erkenntnisinteresses auf. Als Ausdruck eines programmatischen integrativen Disziplinmodells formierte sich die Sozialökonomie, Sozialwirtschaftslehre bzw. Sozialökonomik erstmals zu Beginn der 1880er-Jahre im Umfeld des Berliner Ökonomen und Staatswissenschaftlers Adolph Wagner, welcher vor allem Karl Rodbertus und Albert Schäffle als seine Einflüsse kennzeichnete und seinerseits zum Beispiel Heinrich Dietzel, Werner Sombart und Max Weber beeinflusste. Wagner lehrte 45 Jahre an der Friedrich-Wilhelms-Universität und prägte Generationen, die in den Sozial- und Wirtschaftswissenschaften, im Staatsrecht, im Staatsbeamtentum oder im Journalismus tätig wurden. Franz Oppenheimer formulierte anlässlich seines Todes, dass „wir Berliner Akademiker“ in Wagner „unseren lieben und verehrten Altmeister“ sahen.

### Adolph Wagner – Sozialökonomik als Staatswissenschaft
Erste programmatische Texte stellten Adolph Wagners Antikritik (1883) sowie seine Systematische Nationalökonomie (1886) dar, welche an die Diskussion von Gustav Schönbergs Handbuch der politischen Oekonomie (1882) anknüpften. Darin kritisierte er einseitige Auffassungen sowohl auf Seiten der historisch-gesellschaftlichen (Gustav Schmoller) wie auch der theoretisch-individualistischen Ökonomik (Carl Menger) und betonte die Notwendigkeit, beide Perspektiven in einer Wissenschaft der Socialökonomie zusammenzuführen.
Adolph Wagner zu Beginn des Methodenstreits in der Antikritik (1883):

„Nicht das Aufgehen der Polit[ischen] Oekon[omie] in eine einstweilen noch recht unklare ‚Socialwissenschaft‘ sondern die Umbildung der Polit. Oek. in eine wahre Socialökonomie scheint mir die Aufgabe und, wenn ich auch einmal prophezeien darf, das Resultat der Weiterentwicklung unserer Wissenschaft zu sein.“

Nachdem Wagner 1892 bekundet hatte, sein eigenes bekanntes Lehrbuch in der 3. Auflage nur noch der Konvention halber der Politischen Ökonomie statt der Socialökonomie gewidmet zu haben, vollzog er 1907 schließlich auch offen den Schritt zur Sozialökonomik. Nicht zuletzt vor dem Hintergrund dieser Entwicklung bezeichnete Adolf Weber ihn 1909 als den „sympathischen Nestor der deutschen sozialökomischen Wissenschaft“. Die aus der Kameral- und Staatswissenschaft (vor allem Karl Heinrich Rau) herrührende disziplinäre Dreigliedrigkeit der öffentlichen Wirtschaftswissenschaften behielt Wagner in seiner Gesamtkonzeption der Sozialökonomik bei.
Die überlieferte Disziplinstruktur des kameralistischen bzw. staatswissenschaftlichen Fachs:
A. allgemeine bzw. theoretische Wissenschaft (Wirtschaftskunde)
B. spezielle bzw. praktische Wissenschaft (Wirtschaftspolitik)
C. Finanzwissenschaft (Staatswirtschaftslehre)

### Heinrich Dietzel – Sozialökonomik als Akteurswissenschaft

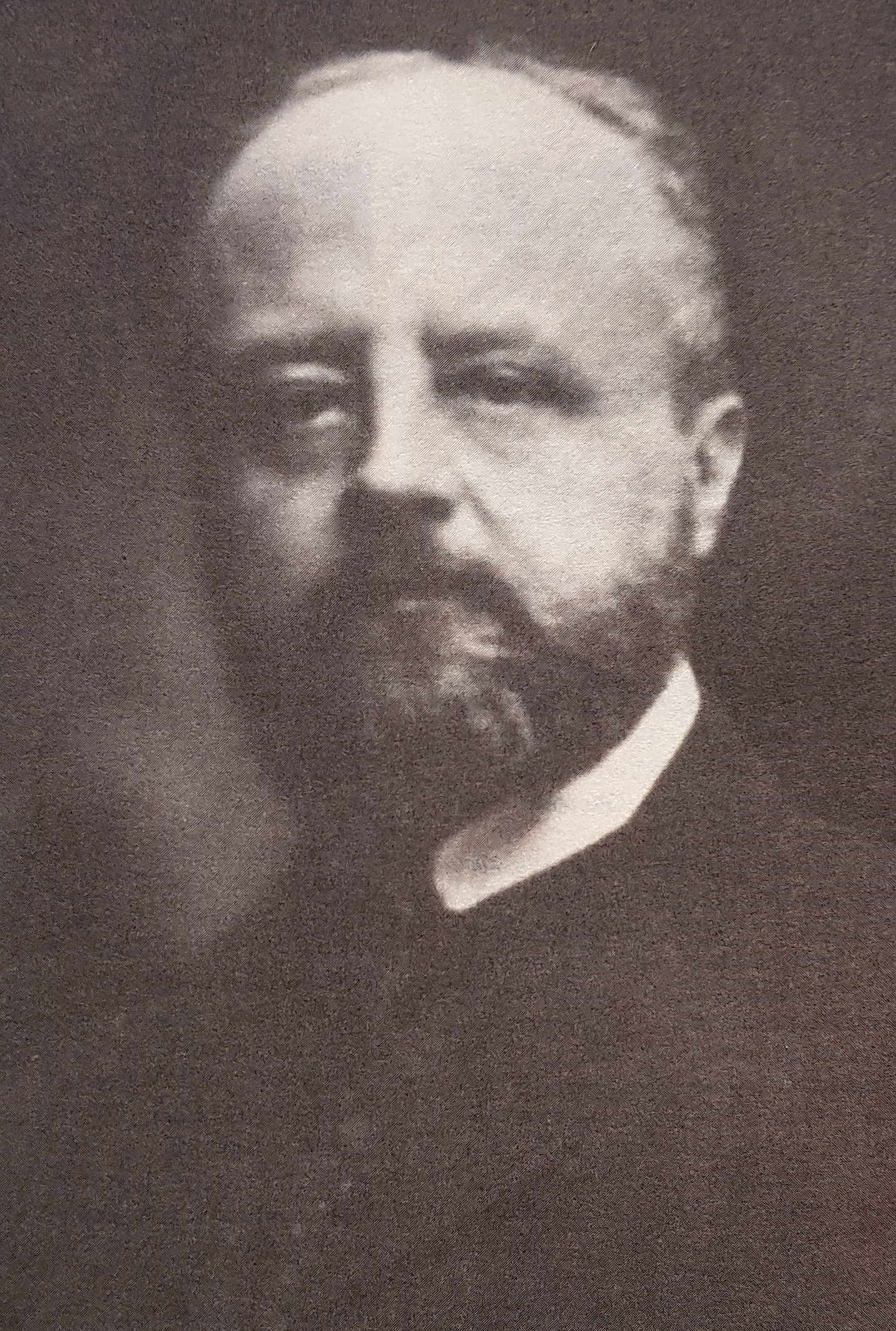
Ein „deutscher Klassiker“: Heinrich Dietzel (1857–1935).

In seiner 1882 vorgelegten Dissertation unter der Betreuung von Adolph Wagner schied Heinrich Dietzel die kausal-logisch aufgebaute Sozialwirtschaftslehre von der historisch-ethisch motivierten Volkswirtschaftslehre. Der ersten legte er die deduktive und der zweiten die induktive Vorgehensweise als zwar gleichberechtigte Methoden, jedoch letztlich als unvereinbare disziplinäre Axiome zugrunde. Anders als Wagner, der diese Spaltung der Gesamtdisziplin zunächst tolerierte, aber ablehnte, legte Dietzel den Schwerpunkt seiner Überlegungen auf die Rechtfertigung des methodologischen Individualismus im Gefolge der ökonomischen Klassik. Als erster und einziger Biograph von Karl Rodbertus stellte er ab 1886 dessen Werke sowie wissenschafts- und wirtschaftstheoretische Ideen systematisch dar.
Der klassisch orientierte Wirtschaftstheoretiker Heinrich Dietzel formulierte in seiner Theoretischen Socialökonomik (1895) die erste dezidierte Wissenschaftskonzeption der Sozialökonomik aus:

„Zum Siege gelangt, verfiel der Liberalismus in den Fehler, die von ihm vertretene sociale Ordnung für die absolute, ‚natürliche‘ zu halten. Denen, welche diesem Glauben huldigten, verschwand immer mehr die Erkenntniss, dass ein Unterschied natürlicher und socialer Kategorien bestehe. Den Gegnern dieser liberalen Orthodoxie, den Männern der historischen Schule, konnte es nicht in den Sinn kommen, solchen Unterschied, welcher von ihnen nur als Nachklang der verspotteten ‚naturrechtlichen‘ Anschauungsweise rubricirt worden wäre, wieder zu beleben. Ihnen war Alles historisch wandelbar, Nichts natürlich. Erst durch Rodbertus und Ad. Wagner ist der Gegensatz ‚rein-ökonomischer‘ und ‚historisch-rechtlicher‘ Kategorien gewissermaassen neu entdeckt worden. […]
Während Menger die Theorie ‚exact‘ nennt, erkennen die Historiker nur der Historie dieses Epitheton zu. Und Beide mit Recht: denn eine historische Untersuchung, welche einen concreten Vorgang vollendet beschreibt und ursächlich erklärt, darf sich ebenso als ‚exacte‘ bezeichnen, wie eine mittelst der Isolirmethode geführte Untersuchung, welche die Reactionen von ‚Wirthschaftsmenschen‘ auf ein wirtschaftlich relevantes Ereigniss und das daraus sich ergebende Phänomen richtig bestimmt. […]
Wenn demnach der Ausdruck ‚Nationalökonomik‘ nur auf die Analyse gewisser Phasen der concreten wirthschaftlichen Entwicklung zutrifft, so trifft der Ausdruck ‚Socialökonomik‘ auf alle zu.“

Unter Berücksichtigung der Kritik Wagners lieferte Dietzel 1895 im gemeinsamen Lehr- und Handbuch der politischen Oekonomie die erste dezidiert disziplintheoretische Neukonzeption, die aus dem Methoden- und Werturteilsstreit hervorging. Seine bisherige disziplinäre Zweiteilung führte er nun unter dem Begriff der Sozialökonomik zusammen. Abweichend von den traditionellen Disziplingliederungen hielt Dietzel eine Einteilung für wissenschaftstheoretisch und wissenschaftsethisch angebracht, welche die Erkenntnisdimensionen und die ethischen „Zwecksysteme“ trotz gleicher Gegenstände weitgehend selbstständig und damit neutralitätsfördernd einband.
Die Disziplinstruktur der Sozialökonomik nach Heinrich Dietzel:
A. Theoretische Sozialökonomik (beschreibend – Sein)
a) Wirtschaftsgeschichte – historisch-rechtliche, soziale Kategorien
b) Wirtschaftstheorie – rein-ökonomische, natürliche Kategorien
B. Praktische Sozialökonomik (vorschreibend – Sein-Sollen)
a) Wirtschaftsethik (normativ)
aa) Individualprinzip (Individualismus)
ab) Sozialprinzip (Kollektivismus)
b) Wirtschaftspolitik (kritisch-technisch)
ba) angewandtes Individualprinzip
bb) angewandtes Sozialprinzip

### Max Weber – Sozialökonomik als Gesellschaftswissenschaft

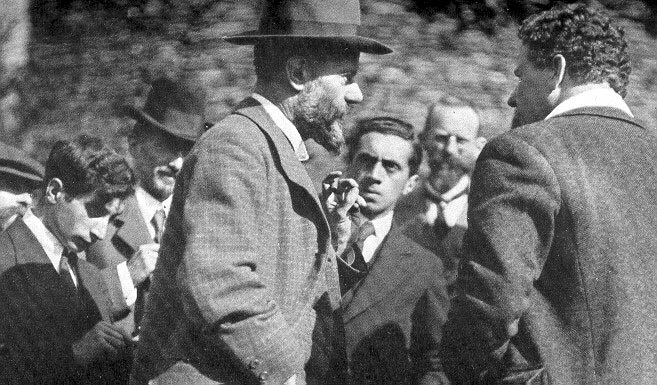
Max Weber 1917 (Mitte, im Profil).

Max Weber verwendete den Begriff der Sozialökonomik erstmals 1894/95 in seiner Freiburger Vorlesung Allgemeine („theoretische“) Nationalökonomie. Sowohl der Zeitpunkt als auch die Begründung seiner Begriffsnutzung lassen auf eine Entlehnung aus dem Umfeld Adolph Wagners und Heinrich Dietzels schließen. Im Rahmen seiner juristischen Habilitation über die römische Agrargeschichte (1891) hatte er sich eingehend auch mit den methodologischen und begriffstheoretischen Vorarbeiten Karl Rodbertus‘ beschäftigt.
Weber selbst führte 1904 im sog. Objektivitätsaufsatz Wilhelm Roscher und Karl Marx als herausragende Vordenker der „sozialökonomischen Wissenschaft“ an, womit er auf die historische und theoretische Methodik seines eigenen Ansatzes hinwies. Statt zu einer Entscheidung für die Methoden der theoretischen Deduktion oder der historischen Induktion tendierte Weber zur Abduktion als eines kombinierenden, heuristisch angelegten begriffslogischen Verfahrens der „Idee“ des Wirklichen (Idealtypus-Lehre). Ziel sei die „wissenschaftliche Erforschung der allgemeinen Kulturbedeutung der sozialökonomischen Struktur des menschlichen Gemeinschaftslebens und seiner historischen Organisationsformen“.
Wegen seiner Gesamtperspektive auf die historische Genese des gesellschaftlichen Wirtschaftssystems des Kapitalismus und seiner daran ausgerichteten disziplinären Stoffsystematik ist er auch als „bürgerlicher Marx“ (Albert Salomon) bezeichnet worden. Weniger theoretische Gesetzmäßigkeiten als vielmehr historisch-ethische Erwägungen ließen Weber die Möglichkeiten der „inneren Umbildung und die Zukunftschancen des Kapitalismus“ zum Kern des sozialökonomischen Erkenntnisinteresses zählen. Er selbst äußerte die Befürchtung, dass der historisch entstandene „Kosmos der modernen Wirtschaftsordnung, der heute den Lebensstil aller einzelnen, die in dieses Triebwerk hineingeboren werden, mit überwältigendem Zwange bestimmt“, herrschen „wird, bis der letzte Zentner fossilen Brennstoffs verglüht ist“.
Max Weber über die Bedeutung der Problemorientierung bei der disziplinären Bestimmung der Sozialökonomik (Definition über den subjektiven Zweck, nicht über die objektive Gattung des Gegenstands); aus dem Objektivitätsaufsatz anlässlich der Übernahme der Herausgeberschaft des Archivs für Sozialwissenschaft und Sozialpolitik zusammen mit Werner Sombart und Edgar Jaffé im Jahr 1904:

„Unsere Zeitschrift nun befaßt sich wie die sozialökonomische Wissenschaft seit [Karl] Marx und [Wilhelm] Roscher nicht nur mit ‚wirtschaftlichen‘ sondern auch mit ‚wirtschaftlich relevanten‘ und ‚wirtschaftlich bedingten‘ Erscheinungen. Der Umkreis derartiger Objekte erstreckt sich natürlich, – flüssig, wie er je nach der jeweiligen Richtung unseres Interesses ist, – offenbar durch die Gesamtheit aller Kulturvorgänge. […]
[…] Nicht die ‚sachlichen‘ Zusammenhänge der ‚Dinge‘, sondern die gedanklichen Zusammenhänge der Probleme liegen den Arbeitsgebieten der Wissenschaften zugrunde: wo mit neuer Methode einem neuen Problem nachgegangen wird und dadurch Wahrheiten entdeckt werden, welche neue bedeutsame Gesichtspunkte eröffnen, da entsteht eine neue ‚Wissenschaft‘. […]“

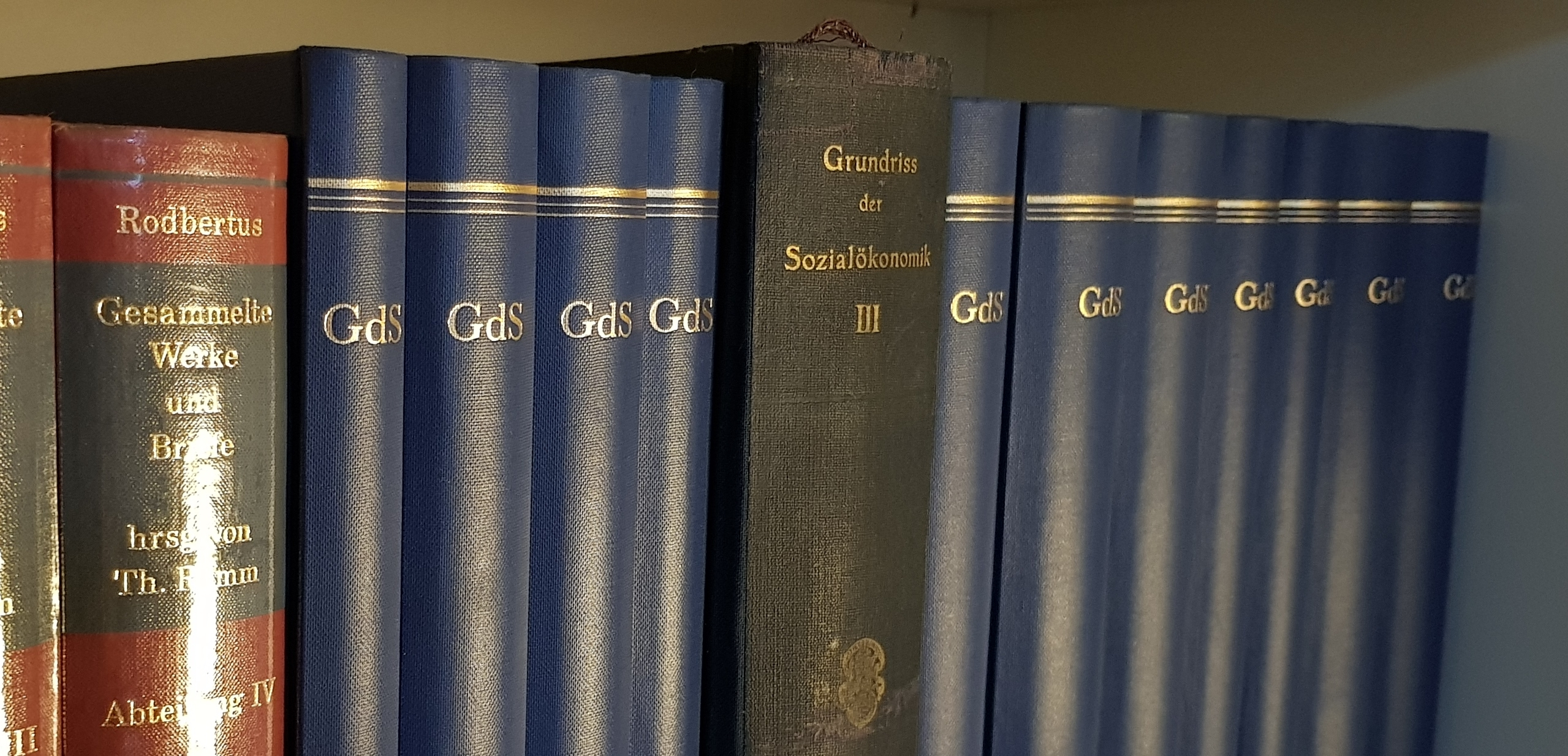
Die blauen Bände gehören zum Grundriss der Sozialökonomik (GdS) in Form des Nachdrucks von 1985. In der Bildmitte Max Webers Wirtschaft und Gesellschaft von 1922 (hrsg. postum von Marianne Weber) als ursprüngliche Dritte Abteilung des GdS. Links Teile der Karl-Rodbertus-Werkeausgabe von 1972.

1909 wurde Max Weber von dem Verleger Paul Siebeck mit der Konzeption und Schriftleitung einer neuen Lehrbuchreihe beauftragt. Für deren Titel favorisierte Weber schließlich 1912 die Sozialökonomik als den „modernsten [und] besten Namen der Disziplin“ – in ausdrücklicher Abwendung von der Volkswirtschaftslehre. Mehr noch als Heinrich Dietzel (Ausgliederung der Finanzwissenschaft) wich Weber mit seiner Gliederung von den bisherigen Disziplinmodellen seit der Klassik ab (Ausgliederung der praktischen VWL bzw. Wirtschafts- und Sozialpolitik), was seiner Sozialökonomik langfristig den größten interdisziplinären Einfluss sicherte (zum Beispiel in Soziologie, Politikwissenschaft). Mittelfristig erodierte mit dem Rückgang historisch ausgebildeter Ökonomen die inhaltliche, begriffliche und disziplinäre Bindungskraft seines Ansatzes in der zunehmend theoretischen Wirtschaftswissenschaft.
Webers Wissenschaftskonzeption zeigte sich zuletzt in den originären Planungen der Sammelbandreihe Grundriss der Sozialökonomik (GdS, erschienen ab 1914). Diese verantwortete er stellvertretend für einen Herausgeberkreis allein und schloss demonstrativ ein „theoretisches Muster einer Stoffgruppierung“ bzw. ein „theoretisches Ideal“ aus (wie es zum Beispiel historistische und insbesondere (neo-)klassische Dogmatiken à la Principles of Economics von David Ricardo, Carl Menger, Alfred Marshall und anderen axiomatisch voraussetzten). Hierzu konnte es allein schon deshalb nicht kommen, da Weber im Sinne seines hybriden historisch-theoretischen bzw. sozial- und kulturwissenschaftlichen Ansatzes namhafte Ökonomen, Historiker und Sozialwissenschaftler „aus methodisch und politisch verschiedensten Lagern“ in die Mitarbeit eingebunden hatte.
Die Bemühungen Webers um disziplinäre Integration machte bereits die heterologische Gruppierung der Historischen Schule in Person von Karl Bücher und der neoklassisch-österreichischen Gesellschaftstheorie in Person Friedrich von Wiesers im ersten Band des GdS von 1914 deutlich. Dieser „erkenntnistheoretische Pluralismus“ (nach Werner Flach) – der im gleichen Band durch den vermittelnden Beitrag Dogmen- und Methodengeschichte von Joseph Schumpeter unter die gemeinsame sozialökonomische Perspektive gestellt wurde – stand für den ausdrücklich gewünschten „didaktischen Charakter“ sowie die „nach Problemstellung und Stoffverteilung gänzlich heterogene Anlage“ des GdS.
Erstes Buch – Grundlagen der Wirtschaft
A. Wirtschaft und Wirtschaftswissenschaft
I. Volkswirtschaftliche Entwicklungsstufen (Karl Bücher)
II. Epochen der Dogmen- und Methodengeschichte (Joseph Schumpeter)
III. Theorie der gesellschaftlichen Wirtschaft (Friedrich von Wieser)
B. Die natürlichen und technischen Beziehungen der Wirtschaft
I. Die geographischen Bedingungen der menschlichen Wirtschaft
II. Wirtschaft und Bevölkerung
III. Die Konsumtion
IV. Arbeit und Arbeitsteilung
V. Wirtschaft und Technik
C. Wirtschaft und Gesellschaft
I. Die Wirtschaft und die gesellschaftlichen Ordnungen und Mächte (Max Weber)
II. Entwicklungsgang der wirtschafts- und sozialpolitischen Systeme und Ideale
Zweites Buch – Spezifische Elemente der modernen kapitalistischen Wirtschaft
I. Prinzipielle Eigenart des modernen Kapitalismus
II. Die moderne Privatrechtsordnung und der Kapitalismus
III. Die moderne Staatsordnung und der Kapitalismus
IV. Die Finanzen und Betriebe der öffentlichen Körperschaften und der Kapitalismus
V. Allgemeine Bedeutung des modernen Nachrichtenwesens
VI. Die Elemente des privatwirtschaftlichen Betriebs
VII. Bedarfsdeckung und Erwerbswirtschaft. Haushalt, Betrieb, Unternehmung
VIII. Vermögenskategorien und Einkommensformen
IX. Die Berufsgliederung
X. Kapitalbildung und Kapitalverwertung
XI. Geld und Kredit; Kapitalmarkt; Notenbanken
XII. Die Preisbildung in der modernen Wirtschaft
XIII. Konjunkturen und Krisen
Drittes Buch – Die einzelnen Erwerbsgebiete in der kapitalistischen Wirtschaft und die ökonomische Binnenpolitik im modernen Staate
A. Güterverkehr
I. Handel
II. Kreditbankwesen
III. Transportwesen
B. Güterproduktion
I. Industrie, Bergwesen, Bauwesen
II. Land- und forstwirtschaftliche Produktion
C. Versicherungswesen
Viertes Buch – Kapitalistische Weltwirtschaftsbeziehungen und äußere Wirtschafts- und Sozialpolitik im modernen Staate
Fünftes Buch – Die gesellschaftlichen Beziehungen des Kapitalismus und die soziale Binnenpolitik im modernen Staate
I. Ökonomische und gesellschaftliche Hemmungen des Kapitalismus
II. Kapitalismus und Bevölkerungsgruppierung
III. Kapitalismus und Einkommensverteilung
IV. Kapitalismus und Konsumenten
V. Ökonomische und soziale Aristokratie im kapitalistischen Zeitalter
VI. Der Mittelstand im kapitalistischen Zeitalter
VII. Wesen und gesellschaftliche Lage der Arbeiterklasse
VIII. Sozialpolitik und Karitätspolitik in geschichtlicher Entwicklung
IX. Die antikapitalistischen Massenbewegungen
X. Die Tendenzen zur inneren Umbildung und die Zukunftschancen des Kapitalismus
Die Heterogenität des Disziplin- und Lehrbuchkonzepts sowie dessen editorische Behandlung nach seinem Tod wurden lange Zeit als Fortschreibung von Webers vielfältigen und außergewöhnlichen Forschungsinteressen begriffen. Es wurde nur selten hinreichend interdisziplinär-diskurshistorisch auf seine verbindenden Elemente und seine Entstehungszeit hin untersucht. So konnte der Politikwissenschaftler Wilhelm Hennis noch 1997 behaupten, „daß diese Bezeichnung [Sozialökonomik] in der Nationalökonomie – außer für Dietzel – für niemanden die geringste, die Sache näher definierende Bedeutung hatte“.
Für andere Weber-Forscher war die Problematisierung ebenso wie der Begriff der Sozialökonomik dagegen der zentrale, aufgrund des frühen Todes unvollendet gebliebene Versuch Max Webers, dem Anspruch einer „Wissenschaft vom Menschen“ disziplinär gerecht zu werden. Weniger in seinen fragmentarischen Einzeldarstellungen zur Wirtschafts- und Sozialwissenschaft als vielmehr in der metadisziplinären „Sozialökonomik als Kulturwissenschaft“ (Heino H. Nau), im „Rahmen einer sozialökonomischen Theorie“ (Dirk Kaesler), in der „sozialökonomischen Konstruktionslogik“ (Bernhard Quensel) und in seiner erkenntnisleitenden sozialökonomischen „Programmatik“ (Hans-Peter Müller) sei bei Weber systematische Geschlossenheit zu finden.

## Sozialökonomik und Wirtschaftspraxis bis 1970
Die Ereignisse des Ersten Weltkriegs nur wenige Monate nach Erscheinungsbeginn des Grundrisses der Sozialökonomik sowie der frühe Tod Max Webers (1920) markierten den Höhe- und Scheitelpunkt des Wissenschaftskonzepts der Sozialökonomik. Nachfolger in der Schriftleitung des Grundrisses wurde Emil Lederer, der die seit Kriegsbeginn stockende Herausgebertätigkeit im Sinne Webers bis zur Einstellung der Arbeiten 1930 fortführte. Lederer leitete in Heidelberg ab 1924 gemeinsam mit dem Bruder Alfred Weber das Institut für Sozial- und Staatswissenschaften (ehemals Volkswirtschaftliches Seminar). Die Wirkung des Lehrbuchs als Gesamtwerk wird als „überaus bescheiden eingeschätzt“ (Dirk Kaesler), wenngleich Teile daraus internationale Reichweite erzielen konnten.
Das Projekt einer disziplinären Integration von Geschichte und Theorie trat im Fachdiskurs in den Hintergrund. Als Kern des methodologischen und auch des wissenschaftsethischen Grundkonflikts blieb es jedoch allgegenwärtig. Die Bereitstellung anwendbarer sozialökonomischer Theorien sowohl zur Analyse wirtschaftspolitischer Einzelfragen als auch zur Beantwortung andauernder gesellschaftlicher Fragen entfaltete vor allem nach 1945 ihre Wirkung (vgl. polit- und rechtsökonomische Konzepte wie das Sozialstaatsprinzip, die Soziale Marktwirtschaft oder den Ordoliberalismus).

### Vom Kaiserreich in die Weimarer Republik

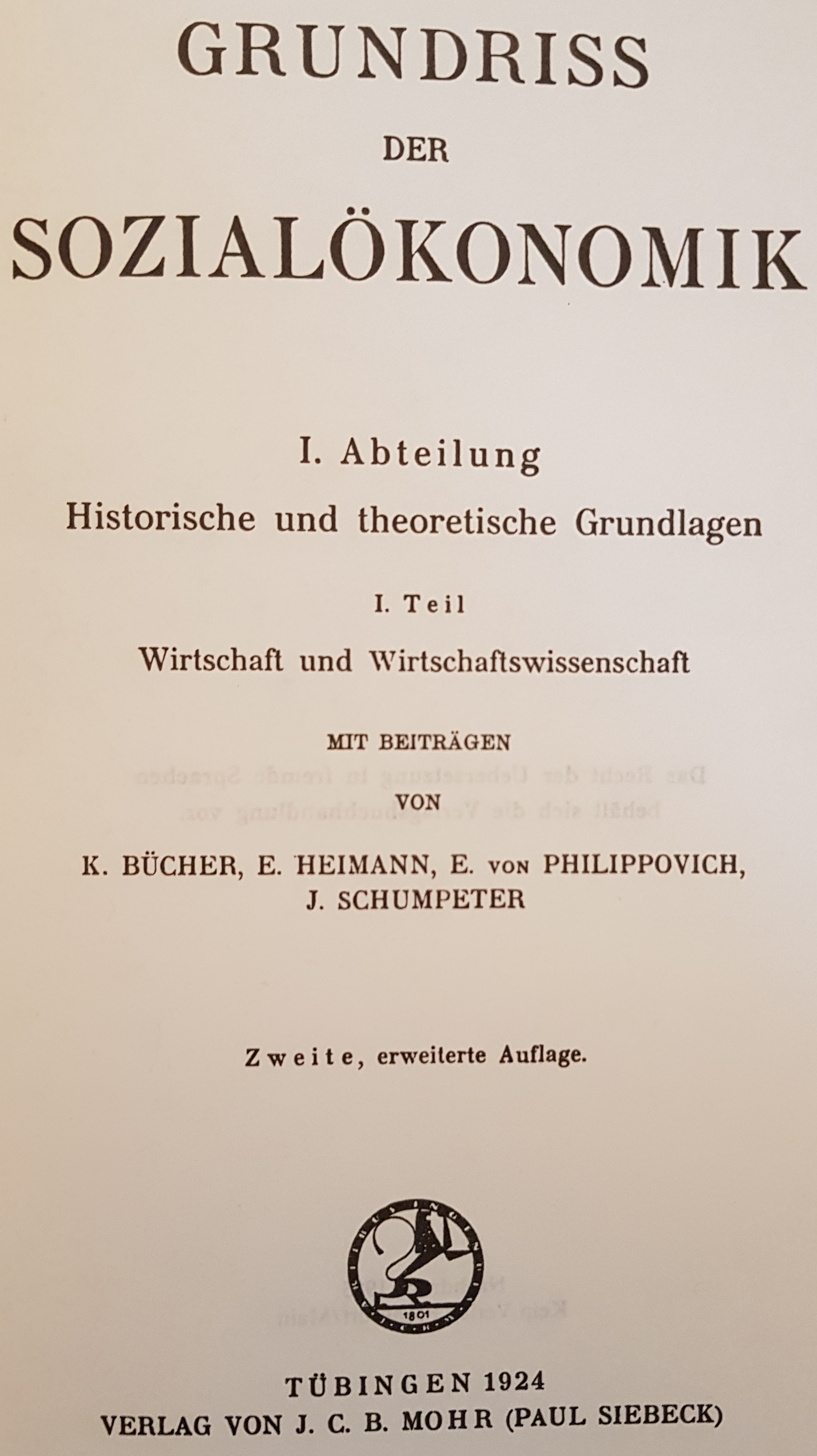
Historische und theoretische Grundlagen: die erweiterte zweite Auflage des ersten Bandes des Grundrisses der Sozialökonomik 1924. Eduard Heimann und Eugen von Philippovich stellten in zwei neuen Beiträgen den Entwicklungsgang der wirtschafts- und sozialpolitischen Systeme und Ideale dar.

Durch die Erfordernisse der Kriegswirtschaft forciert, entwickelte sich die Volkswirtschaftslehre immer mehr zu einer beratenden und instrumentell anwendbaren wirtschaftspolitischen Wissenschaft. Die krisenhafte Lage der Zwischenkriegszeit erhöhte zudem die Nähe zu politischen Parteien und zur Tagespolitik. Selbst der strengste Vertreter der wissenschaftlichen Wertfreiheit, Max Weber, war in der Novemberrevolution von 1918 zum Mitgründer einer politischen Partei geworden (DDP).
Die sozialökonomischen Studien der Zeit bildeten die ganze Bandbreite wirtschaftspolitischer Erwägungen ab. Gustav Cassel, ein ehemaliger Student Adolph Wagners, legte ein post- bis neoklassisch ausgerichtetes Werk vor (Theoretische Sozialökonomie 1918), das von keynesianischer Seite später wegen seines theoretischen Schwerpunktes und wegen seiner Vorwegnahme des Harrod-Domar-Modells als „Wendepunkt in der Entwicklung der Wirtschaftswissenschaft in Deutschland“ gewertet wurde. Einer der Hauptvertreter der wirtschaftsliberalen Österreichischen Schule, Friedrich von Wieser, veröffentlichte 1924 seine Theorie der gesellschaftlichen Wirtschaft (1914) im Grundriss der Sozialökonomik in zweiter Auflage als eigenständige Monographie. Alfred Müller-Armack legte die Grundlagen der kredit- und konjunkturpolitischen Wirtschaftslenkung und seiner Konzeption einer Sozialen Marktwirtschaft (Krisenproblem der Sozialökonomik 1923, Ökonomische Theorie der Konjunkturpolitik 1926). Mit dem ehemaligen Generalsekretär der Sozialisierungskommission (1919), dem Sozialdemokraten Eduard Heimann, vertrat einer der ersten Lehrstuhlinhaber für Sozialökonomie (Hamburg 1925) offen einen ökonomischen und politisch-religiösen Sozialismus (Entwicklungsgang der wirtschafts- und sozialpolitischen Systeme und Ideale 1924, Soziale Theorie des Kapitalismus 1929).
Auf die disziplinäre Weiterentwicklung ausgelegte Konzeptionen zeigten sich etwa in der Kultursoziologie (Alfred Weber 1920/21), in Wirtschaft und Gesellschaft (Max Weber 1921/22, postum kompiliert), im System der Soziologie (Franz Oppenheimer 1922–1935), in der Staatsordnung des Kapitalismus (Carl Brinkmann 1925), in der Anschaulichen Theorie (Edgar Salin 1927), in der Verstehenden Nationalökonomie der Wirtschaftssysteme (Werner Sombart 1930), in der Modernen Wirtschaftsverfassung (Alfred Müller-Armack 1932) oder in einer Geschichtlichen Theorie der Wirtschaftsstile (Arthur Spiethoff 1932). Derartige Ansätze verfolgten in ihrer historisch-theoretischen sowie zivilisations- und kulturwissenschaftlichen Orientierung das „sozialökonomische Forschungsprogramm“ Max Webers weiter.
Im Falle von Franz Oppenheimers wirtschaftsethischer Schwerpunktsetzung ergaben sich über zahlreiche Rezeptionen verschiedene Spielarten eines wirtschaftspolitischen Programms des Sozialliberalismus bzw. des Liberalen Sozialismus (unter anderem Ludwig Erhard, Alexander Rüstow, Adolph Lowe, Eduard Heimann, Erich Preiser, Paul Tillich, Gerhard Colm). Von der Kategorienlehre in Max Webers hybrider Sozialökonomik-Konzeption dichotomisch abweichend, sah Oppenheimer die Ökonomische Soziologie für die Untersuchung der historischen Wirtschaftsgesellschaft und ihre „Schwesterwissenschaft“, die Sozialökonomik, zur Untersuchung der rein-ökonomischen bzw. politischen Gesellschaftswirtschaft vor.
Die Vorstöße, welche nach 1918 in Richtung einer Verbindung von Geschichte und Theorie orientiert waren, werden in der Forschung noch überwiegend als Ausläufer der Jüngsten Historischen Schule bzw. des Neohistorismus gewertet, zugleich aber oft auch als sozialökonomische Synthesen beschrieben. Die unmittelbare Bedeutung der internationalen Lage für die breite Bevölkerung und die beschleunigten politisch-gesellschaftlichen Umwälzungen in der Weimarer Republik verstärkten die Begriffsnutzung der Sozialökonomik sowohl durch den Studierenden-Nachwuchs als auch durch die Nachkriegs-Nationalökonomie selbst.

### Sozialökonomik und Nationalsozialismus
Während der in den 1920er-Jahren aufkommende Nationalsozialismus unter Adolf Hitler (NS) den „neuen“ Historismus stellenweise für seine Zwecke vereinnahmte, gab es von Seiten bekannter Fachgrößen auch aktive Versuche einer Annäherung. Ältere Ökonomen wie Werner Sombart glaubten (Deutscher Sozialismus 1934), sich als Künder des lange gehegten und vermeintlich gemeinsamen Interesses an einer klassenübergreifenden Wirtschafts- und Sozialpolitik profilieren zu können. Vertreter der jüngeren Generation – wie etwa Alfred Müller-Armack (Wirtschaftsordnung im neuen Reich 1933, ebd. NSDAP-Eintritt) – erhofften sich die Ermöglichung neuartiger konjunkturpolitischer Krisenmaßnahmen unter den Bedingungen eines „totalen Staates“.

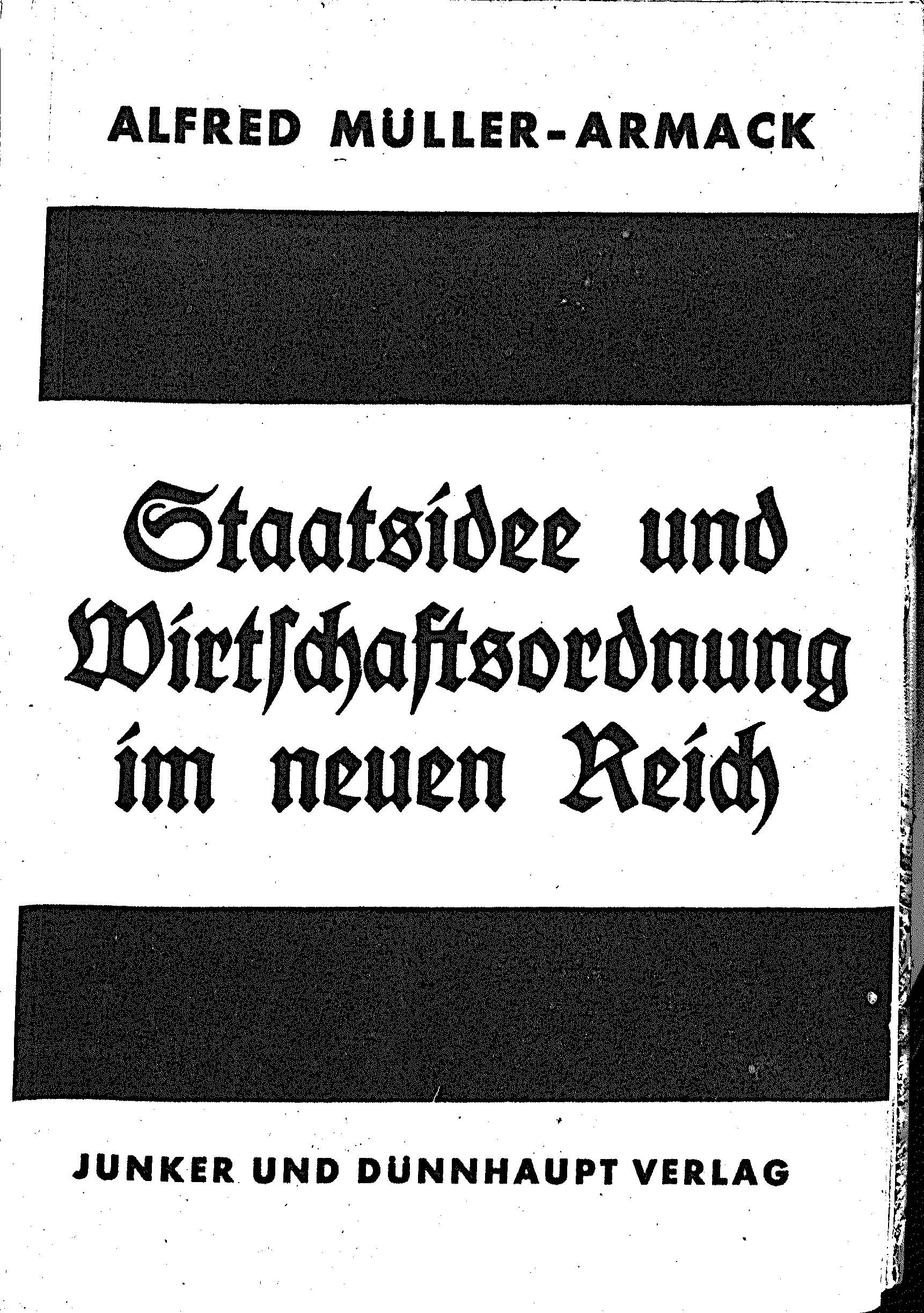
Die Verbindung ökonomischer Forschung mit den politischen Möglichkeiten der Zeit – Alfred Müller-Armack 1933. Werner Sombart war sich der ethischen Implikationen verschiedener Wissenschaftskonzepte sehr wohl bewusst und formulierte 1930 überspitzt: „Alle Volkswirtschaftler sind 'Fascisten', alle 'Sozialökonomen' sind 'Pazifisten', könnte man sprechen.“

Auch theoretisch orientierten Vertretern der „neuen Wirtschaftslehre“ wie Erich Preiser (SA 1933, NSDAP-Mitglied 1937) oder den mathematisch arbeitenden Erich Schneider (NSDAP-Mitglied 1933) und Wilhelm Kromphardt (NSDAP-Mitglied 1937) schwebte eine wissenschaftlich fundierte Wirtschaftspolitik zur dauerhaften Stabilisierung der Marktwirtschaft vor. Sie standen damit für die Schnittstelle der theoretischen Ökonomik zum Neohistorismus – aber auch für den Gedanken, dass das NS-Regime der neuen Konjunkturpolitik zum Durchbruch verhelfen könnte. Das sozialökonomische Denken sah sich – wenn auch Preiser noch die Wertfreiheit hervorhob – vor ethischen und praktischen „Problemen, die von der Historischen Schule angesprochen wurden und auf die der Nationalsozialismus katastrophale Antworten gab“ (Helge Peukert). In der BRD verstanden sich Vertreter der „neuen Wirtschaftslehre“ später überwiegend als Vertreter des Keynesianismus.
Die Annäherung Alfred Müller-Armacks an das NS-Regime:

„Die nationale Bewegung ist die Mobilmachung des Historismus. […] Dieser Nationalismus ist bewußt gewordener Geschichtsaktivismus. […] Es muß hier zunächst darauf hingewiesen werden, daß das Aufkommen der Konjunkturpolitik im letzten Jahrzehnt der Tendenz zum totalen Staate innerlich entspricht. Denn an die Stelle der bisher auf Förderung einzelner Wirtschaftszweige oder sozialer Schichten gerichteten Maßnahmen, tritt mit ihr ein Typ Wirtschaftspolitik, der […] in seiner Zielsetzung auf die Gesamtsituation der Volkswirtschaft abgestellt ist. Dem liberalen Staate ist es bisher nicht möglich gewesen, die Konjunkturpolitik in größerem Umfange praktisch zu entwickeln.“

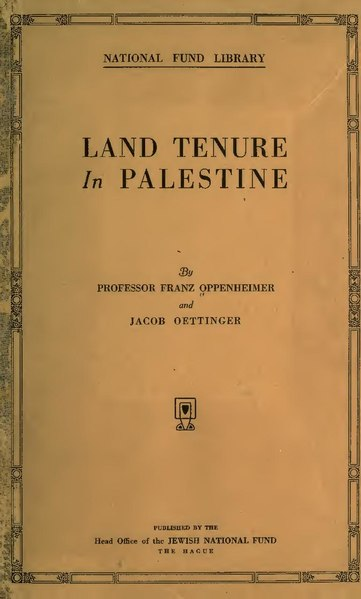
Franz Oppenheimer inspirierte mit seiner Theorie der Siedlungsgenossenschaft (1896) eine der ersten zionistischen Gründungen im osmanischen Palästina (Merchavia 1911, später ein Kibbuz). Aus der abgebildeten Broschüre: „It is not domination that we have again to introduce into Palestine, but its eternal and historic antithesis, co-operative association.“

Im Umfeld der Mitarbeiter und Autoren des Grundrisses der Sozialökonomik hatte Robert Michels, der in Italien vom Sozialismus zum Faschismus übergegangen war (SPD-Mitglied 1903, PNF 1922), die Abschnitte Wirtschaft und Rasse (1914/23) sowie Psychologie der antikapitalistischen Massenbewegungen (1926) übernommen. Othmar Spann (NSDAP-Mitglied Ende der 1920er-Jahre) und Friedrich von Gottl-Ottlilienfeld (NSDAP-Mitglied 1937) waren neben Werner Sombart (Gründungsmitglied der Akademie für Deutsches Recht 1933, Mitunterzeichner des Aufrufes Deutsche Wissenschaftler hinter Adolf Hitler 1934) die bekanntesten Ökonomen aus der Vorkriegsgeneration, welche versuchten, Einfluss auf den NS zu nehmen.
Schon früh wurden dagegen vor allem Ökonomen jüdischer Herkunft, aber auch politisch Andersdenkende ins Exil oder in die innere Emigration gedrängt. Wichtige Vertreter der Österreichischen Schule wie Joseph Schumpeter und Friedrich August von Hayek waren vor 1933 aus anderen Gründen in die USA bzw. nach Großbritannien gegangen und nützten dort teilweise ihre Stellungen, um Emigranten zu unterstützen. Ein Zentrum des deutschsprachigen sozial- und wirtschaftswissenschaftlichen Exils wurde die New School in New York, an der 1933 die University in Exile gegründet wurde. Neben Eduard Heimann zog sich unter anderem auch Emil Lederer (unter anderem Arbeiterschutz und Sozialversicherung 1927) dorthin zurück und wurde erster Dekan der Graduate Faculty of Political and Social Science. Er war noch 1931– statt des Mitbewerbers Joseph Schumpeter – Lehrstuhl-Nachfolger Sombarts in Berlin geworden.
Neben den sozialdemokratischen bzw. sozialistischen gerieten auch (sozial-)liberale Ökonomen unter Druck: Walter Eucken und der Freiburger Schule kam innerhalb der in Deutschland verbliebenen Befürworter einer weitgehend „freien Marktwirtschaft“ die Rolle als Aushängeschild und Widerstandsnest des Wirtschaftsliberalismus zu. Alexander Rüstow und Wilhelm Röpke befassten sich ab 1933 im türkischen Exil an der Universität Istanbul durchaus kritisch mit der historischen Rolle des Wirtschaftsliberalismus in der Geistes- und Gesellschaftsgeschichte. Franz Oppenheimer, Wegbereiter der Sozialen Marktwirtschaft und Vordenker des genossenschaftlichen Zionismus (1934/35 noch in Palästina als Dozent tätig), musste Deutschland 1938 endgültig verlassen. Zum 70. Geburtstag 1934 hatte ihm Erich Preiser geschrieben, dass in Deutschland doch nun Oppenheimers Gedanken eines „dritten Weges zwischen Kapitalismus und Marxismus“ der Verwirklichung nahe seien und er, Preiser, deshalb „mit Überzeugung Mitglied der SA“ geworden sei.
Auch aufgrund der völkischen und rassenantisemitischen Überformung nationaler und sozialpolitischer Ziele durch den NS kam es nach 1933 zu Konflikten unter anderem zwischen Werner Sombart und Othmar Spann und dem Regime, weshalb sie zwar als „Wegbereiter“, aber gemeinhin nicht als originäre „Vordenker“ interpretiert werden. Sombart starb 1941 mit 78 Jahren, zuletzt zensiert und isoliert, nachdem er sich früh enttäuscht von den neuen Machthabern gezeigt und Abstand genommen hatte. Spanns konservativ-ständische und zum Teil romantische bzw. klerikalfaschistische Vorstellungen einer Staats- und Wirtschaftsordnung wurden zum Anlass NS-interner Auseinandersetzungen. Er wurde 1938 nach dem Anschluss Österreichs einige Wochen inhaftiert, die Lehre an der Universität Wien wurde ihm verboten.
Friedrich von Gottl-Ottlilienfeld kann hingegen als aktiver Förderer der völkischen Wirtschaftslehre bis zum Ende des NS gelten. Er wurde 1940 Direktor des Forschungsinstituts für Deutsche Volkswirtschaftslehre bei Graz. Dennoch wurde auch er vom NS-Regime „mit Bedenken betrachtet“, als „Gelehrter alter Schule“ vertrete er weiterhin „die autonome Nationalökonomie, die die Interessen der Volksgemeinschaft nicht berücksichtigt“ (Dienststelle Rosenberg 1942).
In der Forschungsliteratur sind die Begriffe von der Neuen Wirtschaftslehre, des Deutschen Sozialismus und auch der frühe deutschsprachige Keynesianismus in einem ambivalenten politökonomischen und personellen Entwicklungskomplex von der Weltwirtschaftskrise über die NS-Diktatur bis in die Bundesrepublik miteinander verbunden. Der traditionelle Disziplinbegriff der kulturgeschichtlichen Volkswirtschaftslehre hatte sich zunehmend zur Deutschen Volkswirtschaftslehre und schließlich zur völkischen Wirtschaftslehre verschoben, in der eine biologistisch definierte „Volksgemeinschaft“ sowohl den Wirtschafts- als auch den Wissenschaftszweck bestimmte.
Die unreflektierte Weiternutzung hergebrachter Begriffe nach dem Zweiten Weltkrieg setzte die während des NS geschwächte Prominenz der Sozialökonomik als Alternative zu Volkswirtschaftslehre oder Nationalökonomie weiter herab.

### Weltwirtschaftskrise und Keynesianismus
1929 hatte die Weltwirtschaftskrise große Arbeitslosigkeit mit sich gebracht, was die wirtschaftspolitische Diskussion über geeignete Krisenmaßnahmen anfachte. Im Verlauf der 1930er-Jahre deutete sich in Deutschland ein großer Einfluss der postklassischen Allgemeinen Theorie von John M. Keynes an (1936), die im Vergleich zur Neoklassik als realistischer und anwendungsbereiter galt und insofern auch den sozialökonomischen Ansätzen von historisch wandelbaren Wirtschaftssystemen, Wirtschaftsverfassungen oder Wirtschaftsstilen entgegenzukommen schien.
Im „Sofortprogramm“ der NSDAP im Mai 1932 wurde erstmals eine Forderung nach kreditfinanzierter Arbeitsbeschaffung und Konjunkturbelebung parteipolitisch aufgenommen. Diese ging nicht unmittelbar auf NS-Kreise oder die theoretische Vorarbeit von Keynes zurück und war zuvor bereits in Regierungskreisen als politisch nicht vermittelbar bzw. unerwünscht verworfen worden. Schon 1931 hatte Wilhelm Lautenbach (Reichswirtschaftsministerium) mit dem geheimen sog. Lautenbach-Plan eine Kreditausweitung der Reichsbank vorgeschlagen, welche jedoch wegen Befürchtungen einer Inflation nicht umgesetzt wurde.

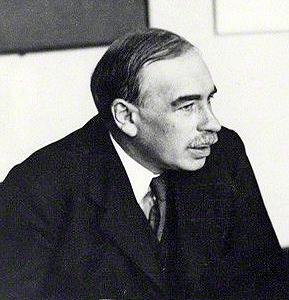
John Maynard Keynes (1933).

Eduard Heimann gehörte zu den wenigen Ökonomen, die Lautenbachs Vorschläge früh unterstützten. Werner Sombart sprach sich 1934 – ausdrücklich angelehnt an Keynes‘ Vorstudien zur Allgemeinen Theorie – offen für eine „planmäßige Konjunkturpolitik“ aus. Erich Preiser beschrieb schließlich 1941 das Wirtschaftssystem unter dem NS als das „System einer gelenkten Marktwirtschaft“, das über seine historische „Einmaligkeit“ und „Individualität“ hinaus „Züge“ bereithielte, „die für die allgemeine Theorie der Wirtschaft und der Wirtschaftspolitik wesentlich“ seien.
Im nationalsozialistischen Deutschland und in den USA des New Deal fiel die Allgemeine Theorie 1936 solchermaßen auf bereits „beackerten Boden“, da hier traditionell nicht-klassische ökonomische Lehrauffassungen erwogen und schon politische Maßnahmen zur Bekämpfung der Arbeitslosigkeit und auf den Weg gebracht worden waren. Die keynesianische Ökonomin Joan Robinson formulierte 1972 rückblickend: „Hitler hatte bereits herausgefunden, wie man Arbeitslosigkeit kurierte, bevor Keynes mit der Erklärung fertig war, warum sie eintrat.“ Die US-Arbeitsministerin Frances Perkins notierte, Keynes sei bei seinem ersten Gespräch mit Franklin D. Roosevelt (1934) begeistert von dessen Maßnahmen, aber erstaunt über seine wirtschaftstheoretische Unbedarftheit gewesen.
John Maynard Keynes im deutschen Vorwort der Allgemeinen Theorie von 1936:

„In Deutschland hat es immer wichtige Wirtschaftsschulen gegeben, die die Zulänglichkeit der klassischen Theorie für die Analyse zeitgenössischer Ereignisse stark in Frage gestellt haben. Sowohl die Manchester-Schule wie der Marxismus stammen letzten Endes von Ricardo ab – eine Folgerung, die nur bei oberflächlicher Betrachtung zu überraschen braucht. Aber in Deutschland hat es immer einen großen Teil der Meinung gegeben, der weder zur einen noch zur anderen Schule gehalten hat.
Es kann jedoch kaum behauptet werden, daß diese Gedankenschule einen gegnerischen theoretischen Aufbau errichtet hat oder auch nur versucht hat, dies zu tun. Sie ist skeptisch, realistisch gewesen, zufrieden mit historischen und empirischen Methoden und Ergebnissen, die eine formelle Analyse verwerfen. […]
Trotzdem kann die Theorie der Produktion als Ganzes, die den Zweck des folgenden Buches bildet, viel leichter den Verhältnissen eines totalen Staates angepaßt werden als die Theorie der Erzeugung und Verteilung einer gegebenen, unter Bedingungen des freien Wettbewerbes und eines großen Maßes von laissez-faire erstellten Produktion. Das ist einer der Gründe, die es rechtfertigen, daß ich meine Theorie eine allgemeine Theorie nenne. Da sie sich auf weniger enge Voraussetzungen stützt als die orthodoxe Theorie, läßt sie sich umso leichter einem weiten Feld verschiedener Verhältnisse anpassen.“

### Deutsche Demokratische Republik (DDR)

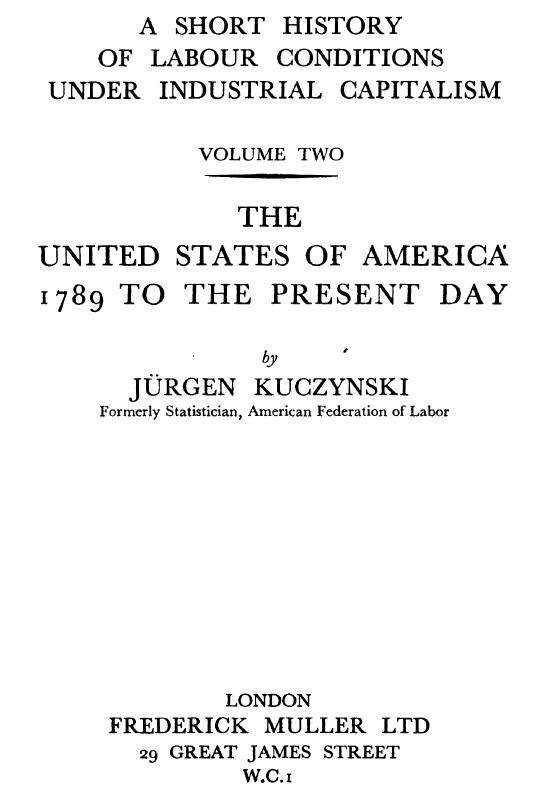
Jürgen Kuczynskis 40-bändiges Monumentalwerk zur Theorie und Geschichte der Lage der Arbeiter unter dem Kapitalismus erlangte durch seine umfangreichen statistischen Studien (unter anderem zum Relativlohn) auch internationale Bedeutung.

In der DDR folgte die universitäre Lehre weitgehend den Vorgaben des marxistisch-leninistischen Partei- und Staatssozialismus bzw. des sog. Wissenschaftlichen Sozialismus, welche anfangs unter dem maßgeblichen Einfluss der Sowjetunion standen. Die Verbindung von gesellschaftlicher und ökonomischer Lehre im Sinne der Partei- und Staatsideologie setzte an die Stelle der Volkswirtschaftslehre und in Ablehnung aller bisherigen Konzepte sog. bürgerlicher Wissenschaft die Unterweisung in den Politischen Ökonomien des Sozialismus und des Kapitalismus.
Zur allgemeinen Politischen Ökonomie traten aufgrund des Wirtschaftssystems der Zentralverwaltungswirtschaft verschiedene anwendungsorientierte Fächer der Planökonomie. Zu den beispielhaften Lehr- und Ausbildungsinstitutionen gehörte die 1950 gegründete Hochschule für Ökonomie Berlin, welche unter Gründungsrektorin Eva Altmann die Fachrichtungen der marxistisch-leninistischen Wirtschaftswissenschaften, der zentralen Wirtschaftsplanung sowie der Betriebsführung zusammenfasste.
Für die bedingte Fortsetzung des sozialökonomischen Wissenschaftskonzepts kann in diesem Umfeld das Wirken des marxistischen Ökonomen und Historikers Jürgen Kuczynski betrachtet werden (KPD-Mitglied 1930, SED 1946). Als Student wurde er in den 1920er-Jahren stark vom Umfeld der Heidelberger Gelehrtenwelt geprägt (zum Beispiel „Sonntagskreis“ von Marianne Weber). Dort wirkten damals unter anderem Heinrich Rickert, Edgar Salin und Emil Lederer. Der Student schätzte das ethisch-politisch offene „problemwissenschaftliche Leben“: „Heidelberg gibt die Synthese von Mensch und Wissenschaftler“ (1923). Bei dem Erlanger Philosophen Paul Hensel, ein langjähriger Freund seines Vaters Robert René Kuczynski und Max Webers, promovierte Kuczynski 1925 über den ökonomischen Wertbegriff aus historischer, soziologischer und theoretischer Perspektive.
In der kritischen Betrachtung der stalinistisch-dogmatischen Ära bis zur Mitte der 1950er-Jahre setzte sich Kuczynski unter anderem für eine Trennung spezifischer Soziologischer Gesetze (1957) von den als allgemein verstandenen historisch-materialistischen Gesetzmäßigkeiten ein, was eine bereits laufende „Revisionismus“-Debatte befeuerte und ihm persönlich die Bedrohung seiner wissenschaftlichen Existenz einbrachte. Seine Gegner warfen ihm vor, mit dem Vorschlag einer eigenständigen disziplinären Soziologie innerhalb der prinzipiellen Stellung des Historischen Materialismus die Wiederherstellung „bürgerlicher“ Wissenschaft und damit die Relativierung der Erkenntnisse des Wissenschaftlichen Sozialismus anzustreben. Aus dem Streit um das parteioffizielle Philosophie- bzw. Theorieprimat über die Einzeldisziplinen ging das geflügelte Wort Robert Havemanns von der „Hauptverwaltung ‚Ewige Wahrheiten‘“ hervor (1956).
Die „Revisionismus“-Debatte änderte an der ideologischen Durchdringung der Wissenschaftsinstitutionen nichts Wesentliches. Nach einer verhaltenen wirtschaftspolitischen Öffnung durch das Neue Ökonomische System der Planung und Leitung 1963 unter Erich Apel lehnte sich die Partei- und Staatsführung bald wieder enger an die zentralistische Planung an. Die Präambel der Verfassung formulierte ab 1974, dass „das Volk der [DDR] in Übereinstimmung mit den Prozessen der geschichtlichen Entwicklung unserer Epoche sein Recht auf sozial-ökonomische […] Selbstbestimmung verwirklicht“ habe und nunmehr „die entwickelte sozialistische Gesellschaft [gestaltet]“.

### Bundesrepublik Deutschland (BRD)
Die wirtschaftstheoretischen Implikationen und die ökonomischen Ergebnisse des Arbeitsbeschaffungs- und Rüstungsprogramms ab 1933 sollten sich bis in die Nachkriegsdebatten um Wirtschaftslenkung und Soziale Marktwirtschaft (Alfred Müller-Armack) hinein sowie für das westdeutsche „Wirtschaftswunder“ als prägend erweisen. Mit dem Keynesianismus war zudem ein neues, vorübergehend bestimmendes Element in die ökonomischen Diskursfelder der Wirtschaftstheorie und der Wirtschaftspolitik eingetreten, welches die deutschsprachige Diskussion an den britisch-amerikanischen Diskurs anschloss.
Bald nach dem Zweiten Weltkrieg gab es kontroverse Pläne und Interessen einer Neuordnung und Vereinheitlichung der institutionalisierten Volkswirtschaftslehre. Einerseits gab es aus wirtschaftstheoretisch und wirtschaftspolitisch ausgerichteten Hochschulkreisen Konzepte für die endgültige Abtrennung der Volkswirtschaftslehre von den Rechts- und Sozialwissenschaften und für ihre Zusammenlegung mit der Betriebswirtschaftslehre (heute als disziplinäres Konzept der Wirtschaftswissenschaften verbreitet). In diesem Sinne taten sich zum Beispiel der sozialökonomisch bis theoretisch ausgerichtete Erich Preiser oder die Keynesianer Erich Schneider und Wilhelm Kromphardt hervor, welche auf den „Stand der Wissenschaft“ im Ausland verwiesen, hinter den man nicht zurückfallen dürfe. Andererseits erstellten behördlich eingesetzte Kommissionen noch Anfang der 1950er-Jahre Richtlinien für Diplomprüfungsordnungen, die Pflichtleistungen in den Rechtswissenschaften vorsahen und formal-statistische Studien lediglich als Wahlbereich festsetzten.
Im Hintergrund flammte erneut der bekannte Diskurs um Methoden- und Werturteilsfragen auf: Plädoyers für das sozial-ökonomische Konzept der „Einheit der Sozialwissenschaften“ sowie der gegenseitige Vorwurf „Politischer Ökonomie“ im Sinne verschiedener transformativer Agenden vom Konservatismus über den Liberalismus bis hin zum Sozialismus und Marxismus riefen entsprechende Gegenpositionen hervor.

#### Die Frage der „Einheit der Sozialwissenschaften“

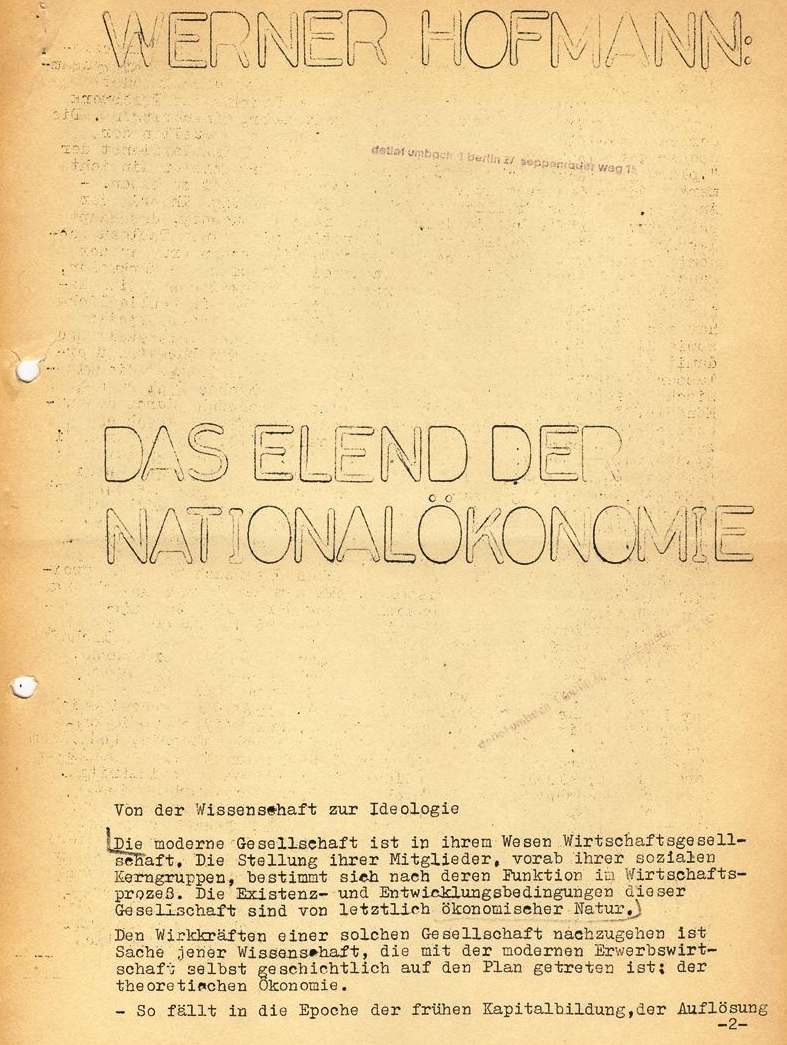
Studentische Maschinenabschrift von Werner Hofmanns Elend der Nationalökonomie an der Freien Universität Berlin (Mai 1968).

1959 empfahl der Fachausschuss für die wirtschafts- und sozialwissenschaftliche Diplomprüfung der Westdeutschen Rektorenkonferenz (WRK, seit 1990 HRK) und der Kultusministerkonferenz (KMK) der Sache nach die Umsetzung des disziplinhistorisch herausgebildeten sozialökonomischen Wissenschaftskonzepts. So schrieb das Kommissionsmitglied Hans Achinger, der Vorschlag solle „alle beteiligten Teildisziplinen wieder dem Zustand nahebringen, der zur Zeit von Werner Sombart und Max Weber (‚Wirtschaft und Gesellschaft‘) noch selbstverständlich war“. Parallel zu diesem teilweise als konservativ wahrgenommenen Vorstoß hatten Universitäten 1953 in Berlin und 1956 in Nürnberg bereits den Diplom-Sozialwirt als Abschluss eingeführt.
In Hamburg war – nachdem Eduard Heimann 1925 bis 1933 den Lehrstuhl für theoretische und praktische Sozialökonomie innegehabt hatte – 1948 die Akademie für Gemeinwirtschaft gegründet worden. Aus dieser ging 1970 die Hochschule für Wirtschaft und Politik (HWP) mit einem kombinierten Studiengang aus Anteilen der Volks- und Betriebswirtschaftslehre sowie der Soziologie und der Rechtswissenschaften hervor. Ab den 1980er-Jahren wurde der konsekutive Studiengang Diplom-Sozialökonom eingerichtet. Bis heute beherbergt der Fachbereich Sozialökonomie den meistbelegten Studiengang der Universität Hamburg. Der Hamburger Rechtswissenschaftler Karsten Nowrot forderte 2014 eine Weiterentwicklung in Form der „Ausarbeitung und Konkretisierung eines sozialökonomischen Wissenschaftsparadigmas“ auf einer integrierten einzeldisziplinären Grundlage. Er bezog sich hierbei namentlich auf Heimann und Amitai Etzioni.
Der Ökonom und Soziologe Werner Hofmann vertrat die disziplinäre Tradition der Sozialökonomik zuletzt in Marburg (Sozialökonomische Studientexte 1964ff.; Grundelemente der Wirtschaftsgesellschaft 1969). Er trat unter anderem als theoretisch versierter Kritiker der Nutzen- und Modellökonomik auf (Das Elend der Nationalökonomie 1968). Diese billige dem „wirklichen“ historisch-gesellschaftlichen Individuum letztlich immer nur das Verhalten eines generalisierten „rechnenden Unternehmers“ zu, weshalb sie die „ideologische Vereinheitlichung der Gesellschaft“ durch gleichförmige Fragmentierung der Einzelnen aktiv forciere. Mit der Entfernung der geschichtlichen und der ethisch-rechtlichen Perspektive aus dem Methodenkanon habe sie zudem dafür gesorgt, dass „Alternativen“ oder überhaupt erst die „Möglichkeit eines Anderen“ keinerlei erkenntnistheoretische Rolle mehr spielen. Aus diesen Gründen bezeichnete er die sich formierende ökonomische Lehre als affirmative „Rechtfertigungslehre“ und sprach von der „Pauperisierung des Geistes“ der Ökonomik – ein Ausdruck, der stark an die Charakterisierung des entwicklungsgeschichtlichen „Geistes des Kapitalismus“ von Max Weber erinnert.

#### Das Ende der älteren Sozialökonomik

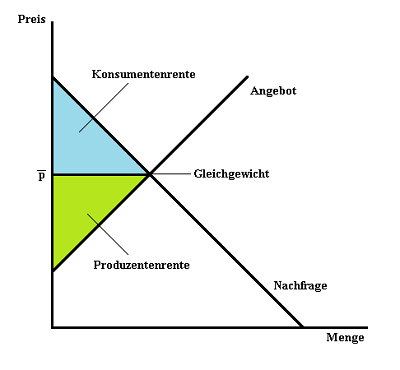
Bedürfnisbefriedigung als marktförmiges Optimum: Der Gleichgewichtspreis definiert die maximale ökonomische Wohlfahrt der Marktteilnehmer. Veranschaulichung neoklassischer Wirtschaftstheorie im Preis-Mengen-Diagramm (Marktdiagramm).

Wenn sich die Empfehlungen zu einer einheitswissenschaftlich geprägten Diplomprüfungsordnung von 1959 bundesweit durchgesetzt hätten, wäre dies dem Urteil des Wissenschaftshistorikers Jan-Otmar Hesse zufolge dem „umfassendsten Einschnitt in die Wirtschaftswissenschaft“ gleichgekommen, „den es seit dem 19. Jahrhundert in Deutschland überhaupt gegeben hätte“. Doch im Laufe der 1960er-Jahre neigte sich die Auseinandersetzung zwischen einer eher sozial-ökonomisch und einer eher statistisch-formal orientierten Fachordnung aus verschiedenen Gründen der letzteren zu. Hesse konstatiert ein komplexes personelles und stetiges institutionengeschichtliches Abrücken vom bisherigen Disziplinmodell der VWL. Voraussetzung sei der endgültige Abtritt der Epigonen der Historischen Schule gewesen.
Zunächst schufen sich Soziologie und Politikwissenschaft erfolgreich eigene disziplinäre Fundamente, was die Befürworter der Spezialisierung einer Wirtschaftswissenschaft begünstigte. Vor dem Hintergrund der Besetzung Deutschlands und der Entnazifizierung der Eliten stand die Volkswirtschaftslehre zudem früh im Fokus von nicht-staatlichen Geldgebern wie der Rockefeller-Stiftung. Neben Lehrenden wurden vor allem auf unmittelbare wirtschaftspolitische Anwendung ausgerichtete außeruniversitäre Einrichtungen wie die Münchener Informations- und Forschungsstelle (Ifo) für Wirtschaftsbeobachtung gefördert. Dies trug zur Verschiebung der institutionellen Rahmenbedingungen der überlieferten sozial- und wirtschaftswissenschaftlichen Diskursstruktur bei.
Die in der frühen BRD von außen oftmals als „rückständig und etatistisch“ bewerteten Universitäten wurden durch diese Art der zweckorientierten Rationalisierung und Zuständigkeitskonzentration der Wirtschaftswissenschaft bis in die 1970er-Jahre eines Teils ihrer öffentlichen Zuständigkeiten benommen. Die bis dahin als endgültig erwiesen geltenden Erklärungspotentiale des herausgebildeten disziplinären Mainstream-Diskurses zwischen den postklassischen Wirtschaftstheorien des Keynesianismus und der Neoklassik deckten offenbar den politischen Bedarf an verwertbarer volkswirtschaftlicher Expertise.
Zugleich immunisierte sich dieser herrschende Diskurs der Neoklassischen Synthese mit seiner erkenntnistheoretischen statistisch-formalen Geschlossenheit gegen „fachfremde“ Kritik. Nach der sog. Methodentagung des Vereins für Socialpolitik (VfS) 1963 verstetigte sich die Binnenperspektive einer stofflich und methodisch exklusiven einzeldisziplinären Ökonomik. So wurde etwa die Mathematik von einer partiellen zu einer zentralen Methode der „exakten“ Auffassung und Strukturierung des Wissensgebietes. Galt selbst der Oppenheimer-Schüler Erich Preiser bereits 1953 als „Verächter“ der social science und Förderer der economics, so wurde nunmehr die Sozialwissenschaft „per se als eine Perspektive von inkompetenten Fachfremden modelliert“ und „der vormals so zentrale Gegensatz zwischen ‚reiner Theorie‘ und ‚sozialer Theorie‘ regelrecht in die Soziologie ausgelagert“.
Die Wirtschaftswissenschaft hatte sich von der „historisch-rechtlichen“ auf die „rein ökonomische“ Kategorie zurückgezogen und ihr Zweck war ein anderer als noch derjenige der Sozialökonomik geworden.